# Живопліт

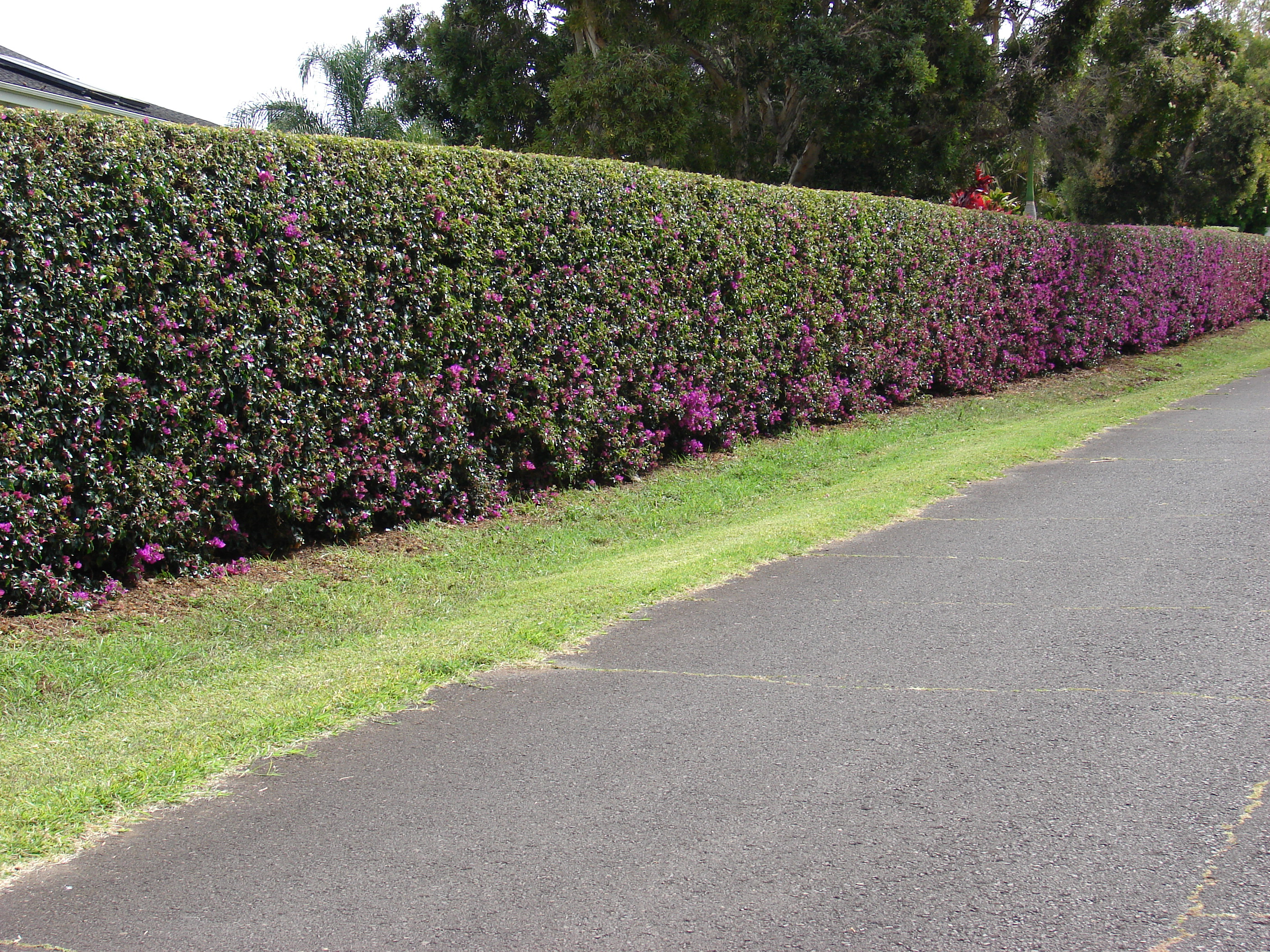
Жива огорожа

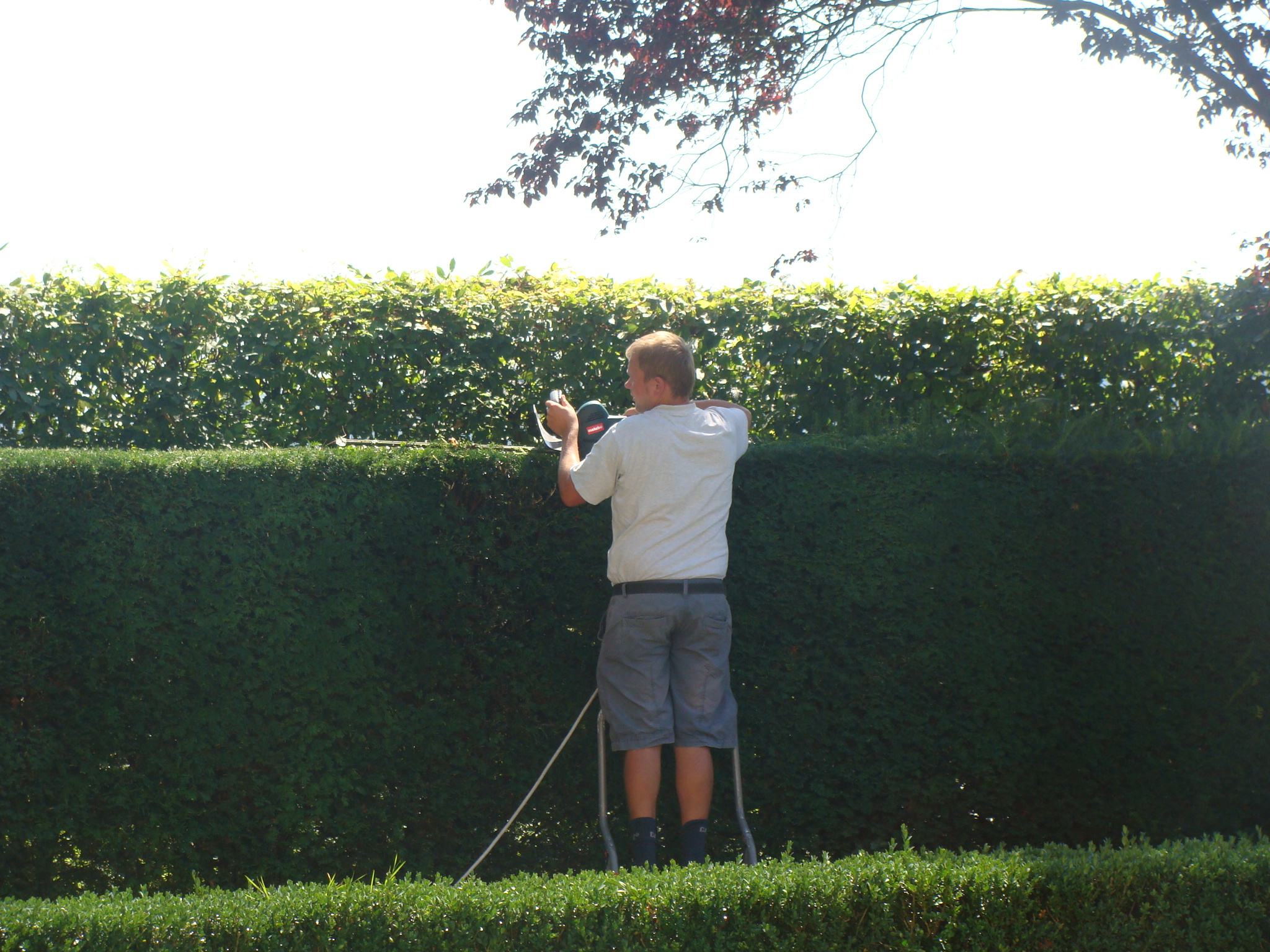
Обрізка садового живоплоту. Відрослі пагони необхідно обрізати ножицями для живоплоту

Живопліт, також живий пліт — вузька смуга насаджень із листяних і хвойних дерев та чагарників із щільно зімкнутими на всю висоту гілками, до яких іноді відносять і зелені стіни понад 3 м. Живі плоти з чагарників, зелені стіни і низькорослі дерева живоплотів утворюють живі огорожі, живі паркани. Живоплі́т, жива огорожа — ряд густо посаджених дерев, кущів, що утворюють загорожу. Зазвичай це лінійна посадка кущів і дерев з метою відокремлення простору — різновид паркану у вигляді густої вузької посадки кущів або дерев смугою, вирощувані з метою відгородження чи обгородження чого-небудь, захисту шляхів, магістралей, парків, алей, лугу чи саду, господарських дворів, поля, дослідних ділянок, майданчиків, будівель, вулиць населених пунктів, розсадників тощо, а також для декоративних потреб. Живопліт має багато гілок і листя, тому його використовують для того, щоб служити межею або огорожею з будинком, або для того, щоб прикрити предмети, які візуально некрасиві або неприємні. Живоплоти мають як естетичне так функціональне значення. Зімкнутими непроникними насадженнями загороджують, розподіляють, розмежовують території чи різноманітні об'єкти, їх використовують для захисту від вітру, пилу, газу, міського шуму, снігових завіїв, для створення тіні та прохолоди, для маскування фасадів будівель, для перекриття виду на подвір'я, ландшафтного оформлення чи при ландшафтному будівництві, декоративному садівництві. У сільському ландшафті сільської місцевості, що складається з луків, оточених живоплотом, вони гарантують функцію кордону, застосовуються для захисту землі та пасовищ від домашніх і диких тварин, для утримання і збору дощової води та збереження ґрунтових вод. Живоплоти влаштовуються одно-, дво-, трирядні та різної висоти, іноді утворюючи яруси. Декоративні якості живоплотів є елементом міського та заміського озеленення, сюжетних інсталяцій, садових чи паркових скульптур. Вони можуть бути дуже різними залежно від габітусу, кольору та декоративності.
Цей зелений бар'єр, що нагадує паркан, зветься живим тому, що те, з чого ця огорожа складається (тобто рослини), є живими, — рослини мають життя, ростуть і розмножуються. Посаджені людиною та доглянуті нею живоплоти, утворюють досить функціональну огорожу. Жива огорожа — це стійка перешкода, найкращий і найкрасивіший засіб огородження саду або створення просторових кордонів у саду, проста форма садової скульптури.

## Походження та класифікація живоплотів

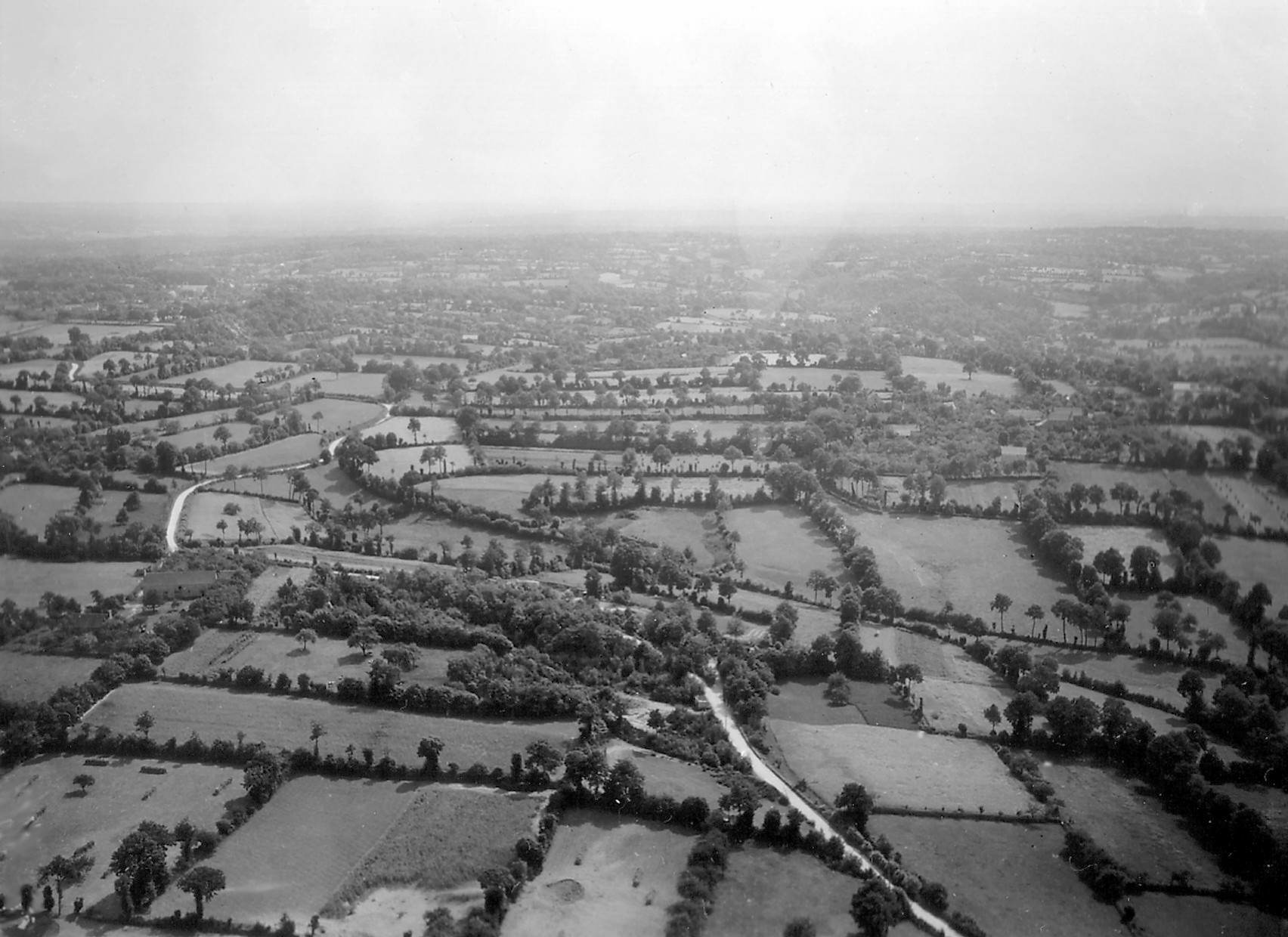
Живі огорожі традиційного бокажу Котантена, (Франція, близько 1945 року) запропонували цікавий компроміс між захистом і використанням ґрунтів і екосистем. Часто пов'язане з вирощуванням фруктових дерев і молочним тваринництвом, це дозволило створити автономні та стійкі системи полікультури та тваринництва, що працюють у замкнутому циклі, тобто без витрат і відходів.
«Живопліт за живоплотом —
Наче в морі баранці
Розійшлись у всі кінці.
Млисте море пахне глодом.
Задивились вітряки
На дерев недільні шати.
Он вибрикують лошата,
Як веселі дітваки.
Скрізь так хороше і юно,
Онде й вівці на лужку,
На зеленім моріжку,
Лагідні, як біле руно.
А із ближнього села
Небом, ніби тепле дійво,
Благодійно й мелодійно
Хвиля дзвонів поплила».
— Поль Марі Верлен

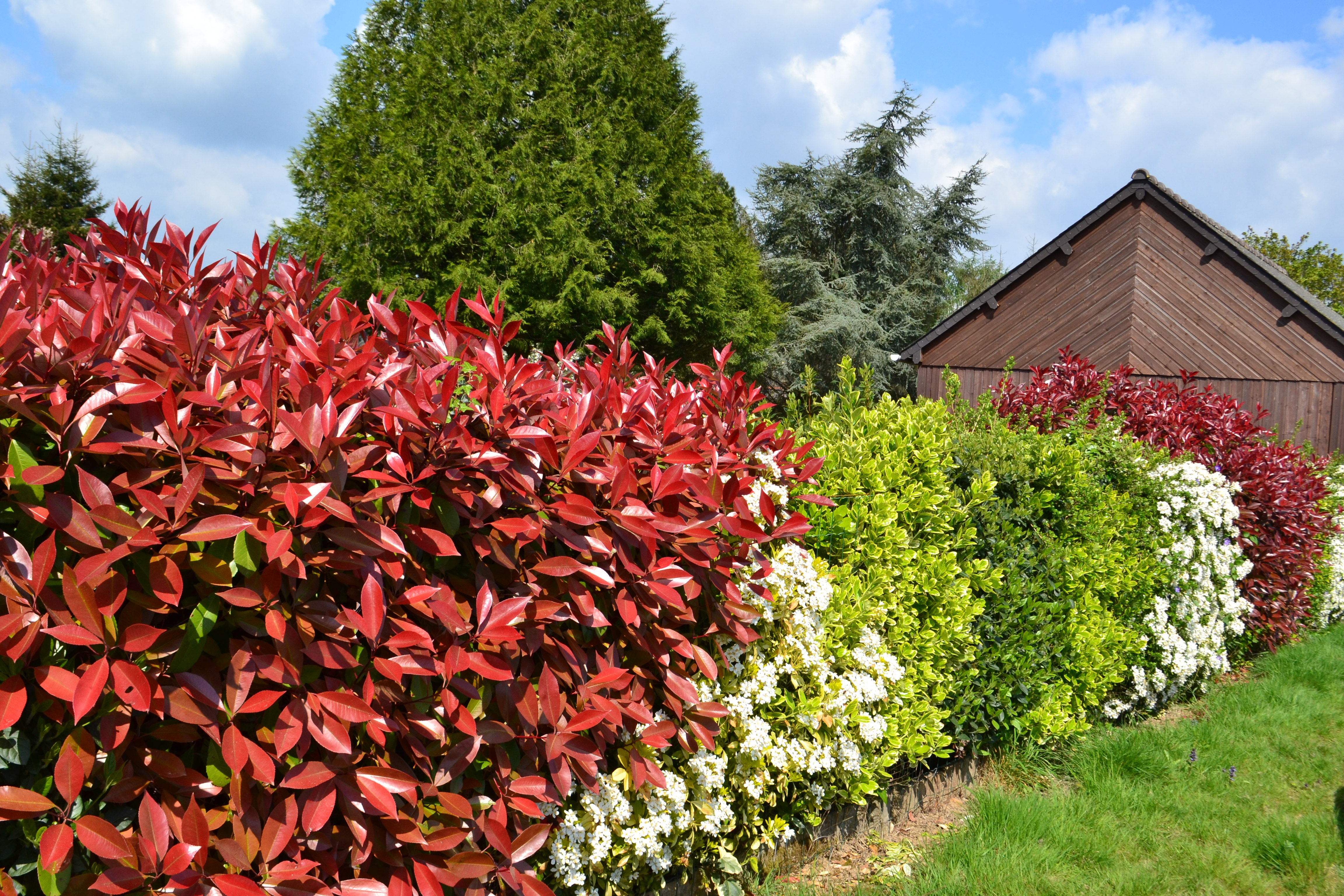
Жива огорожа з кількох видів: Фотинія (Photinia fraseri) — червонолистна форма, Мирт (Myrtus communis) і Бруслина японська (Euonymus japonicus) і її форма з золотисто-жовтим листям.

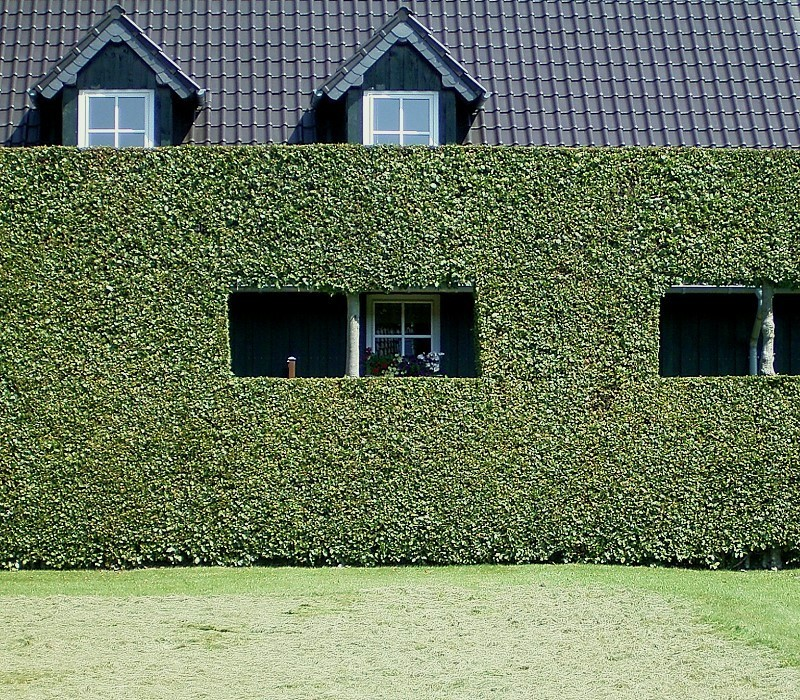
Високі букові живоплоти навколо будинків і полів поширені в районі Моншау в Айфелі в Німеччині.

У сільському господарстві живоплоти висаджували ще до винайдення колючого дроту. Живоплоти іноді поєднувалися зі стінами або валами. Живі огорожі складалися з усіх видів переважно місцевих рослин, широко використовувалися рослини з колючками, включаючи шипшину, терен і глід. Добре сплетена жива огорожа, щільна й усіяна колючками, усе ще відвертає й відлякує небажаних гостей більше, ніж дротяна сітка та колючий дріт. Плетені живоплоти важливі для багатьох видів тварин, таких як деревна жаба, червоний сорокопуд, сова та борсук.
|                    | «Якщо описувати архимандритові келії, то скажемо, що се — великий добротний дім. Горішній поверх увінчує висока баня з балюстрадою, звідки видко ріку Дніпро за монастирськими садами. Нас водили до архимандритових садів; туди ми спустилися сходами й увійшли крізь браму з банею, утвореними зі штахетника й живоплоту завтовшки з лікоть. За штахетником росте собі дивовижне деревце, густі віти якого так само густо вкрито шпичаками, воно схоже на жасмин Хами; пнучись догори й на всі боки, пагони його й утворюють цей живопліт. Кожну гілочку, тільки-но вона випнеться з-за штахетника, обтинають ножицями». ... «Цього дня на шляху нашому раз у раз траплялися сосни. А живопліт садів і полів утворюють верби, яких у цій країні дуже густо; так само, як і верби грецькі, вони переплітаються гіллям із кроною інших дерев, правлять за огорожу». |
| — Халебський Павло | |

Жива огорожа була відома ще в біблійні часи (Старий Завіт). Жива огорожа як композиційне припущення колись дуже часто використовувалася не тільки в садибних і палацових парках, а й у більших і менших садах. Перші живі огорожі огороджували землю під посіви зернових в епоху неоліту (4000–6000 років тому). Площа ферм була приблизно від 5 до 10 гектарів, з полями близько 0,1 гектара для ручного обробітку. Деякі живоплоти датуються бронзовим і залізним віком, тобто 2000–4000 років тому, коли утвердилися традиційні моделі ландшафту. Інші були побудовані під час середньовічної польової раціоналізації; більше виникло під час промислового буму XVIII і XIX століть. В Європі в часи Середньовіччя живоплоти дозволяли селянам знову привласнювати ліси, коли пани-феодали конфіскували доступ до лісів. Живі огорожі забезпечували дровами для опалення, необхідними для кухні, а також значним доповненням до їжі завдяки фруктам і дрібним тваринам, які вони містили. З XVI століття живоплотів стало більше. Починаючи з XVIII-го століття, з розвитком міст, встановлення парканів поступово інтенсифікувалося аж до утворення традиції огорожі з ожини, бузини, понадсікуваного живого гілля або лише сухих переплетених гілок, якими обробляли сільський ландшафт аж до промислової революції. У садибних парках, створених у XVIII—XIX століттях, поширене використання живоплотів як одного з елементів композиційного оформлення. Довге планування, що сягало до 150 м, витримане в ретельно підстриженому вигляді, було дуже вражаючим. Насадження живої огорожі майже завжди були дворядними з розміченою посередині насаджень доріжкою для прогулянок або їзди верхи. Спосіб планування (окреслення), зовнішній вигляд, форма чи довжина залежали від багатьох факторів, найважливішими з яких були: функція живої огорожі, розмір парку, уподобання дизайнера, наявність матеріалів (рослин), настанови власника та його фінансові можливості.
Живоплоти та огорожі іноді мають сотні років і є незамінною цінністю для рослин і тварин. Чим старша огорожа, тим складніше рослинне і тваринне співтовариство зазвичай. Живоплоти містять велику кількість насіння та плодів. Природна цінність живої огорожі ще більше підвищується, якщо в певних місцях до живої огорожі включені прямостоячі дерева. Окрім розділення ділянок або розподілення між різними формами землекористування, живоплоти часто мають особливе екологічне значення. Усілякі ссавці, птахи, рептилії та комахи знаходять місце, їжу та притулок у живоплоті — використовують ці «острівці» для годування, розмноження та укриття завдяки їхньому щільному покриву, захисту та легкому доступу. Крім того, плоди та листя, які падають з гілок на землю, стають джерелом їжі та захисту для широкого кола безхребетних, грибів і бактерій, крім уже названих тварин. Усі види хижих комах, серед іншого, знаходять шлях від живоплоту до посівів і таким чином сприяють біологічному контролю. Живоплоти також функціонують як екологічні коридори.
Мережа живих огорож формує екологічні коридори, які дозволяють з'єднати лісисті місця чи зарості чи прикордонні системи з галявинами, необхідними для розвитку біологічних циклів фауни: місцями розмноження, відпочинку, зимівлі тощо. Живоплоти вимагають відносно багато догляду. Живоплоти, обрізані кілька разів на рік, втрачають свою природну цінність, не цвітуть або майже не цвітуть, а потім не плодоносять. Восени проводять обрізку плодових чагарників, зрізають зів'ялі суцвіття троянд, виткі чагарники та ліани міцно підв'язують до їхніх опор, щоб уникнути ушкоджень від вітру й непогоди. У жовтні підстригають живі огорожі, щоб ті зустріли та провели зиму в гарній формі.

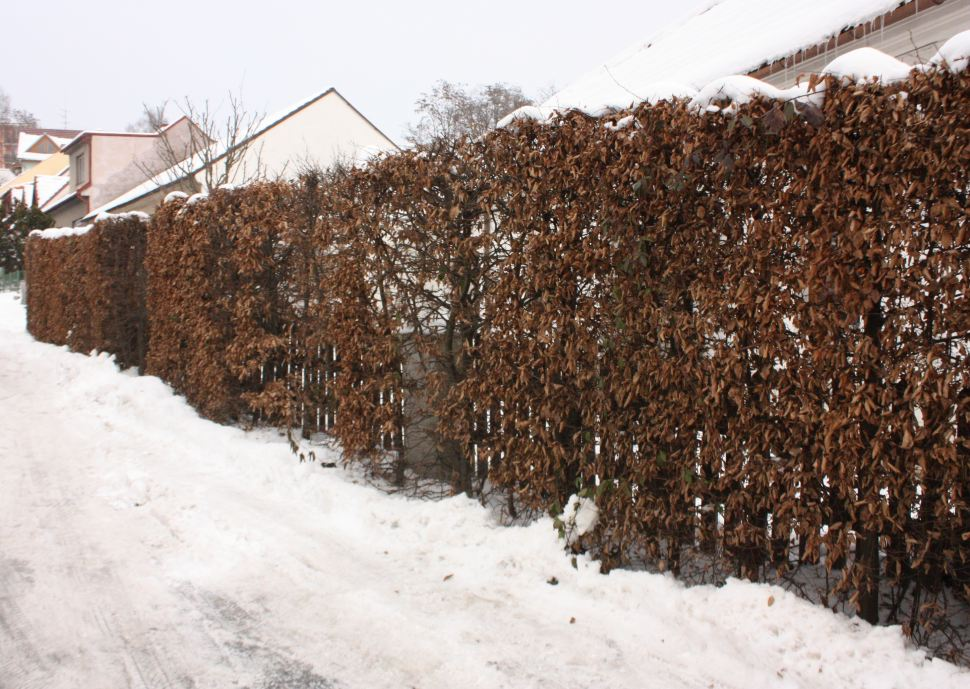
Жива огорожа з граба взимку
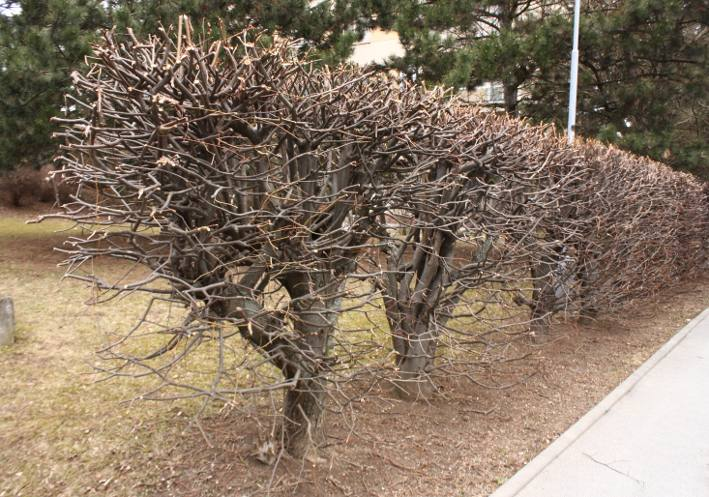
Жива огорожа з липи
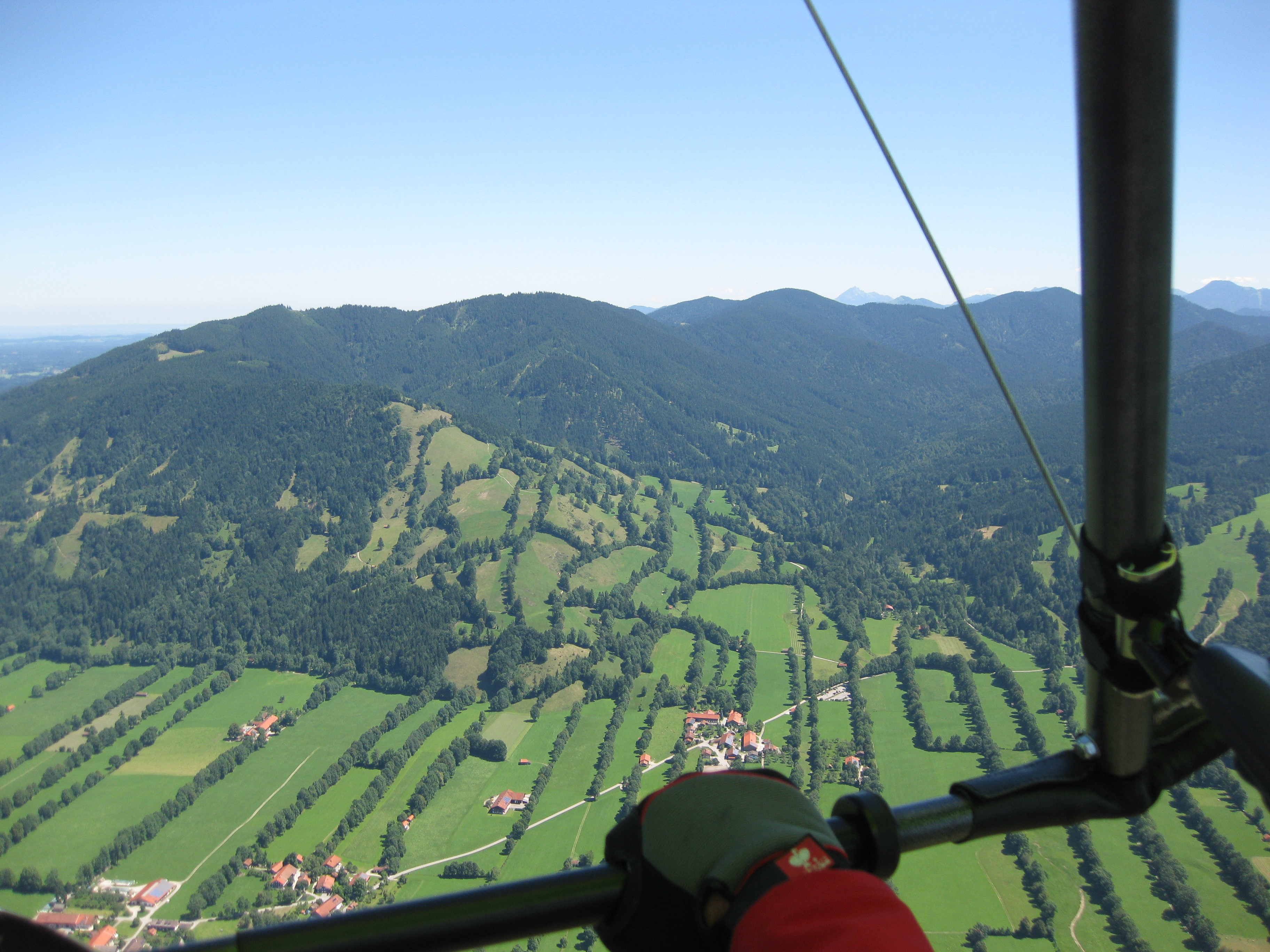
Краєвид живої огорожі в регіоні Ізарвінкель в Баварських Альпах в федеральній землі Баварія (Німеччина)
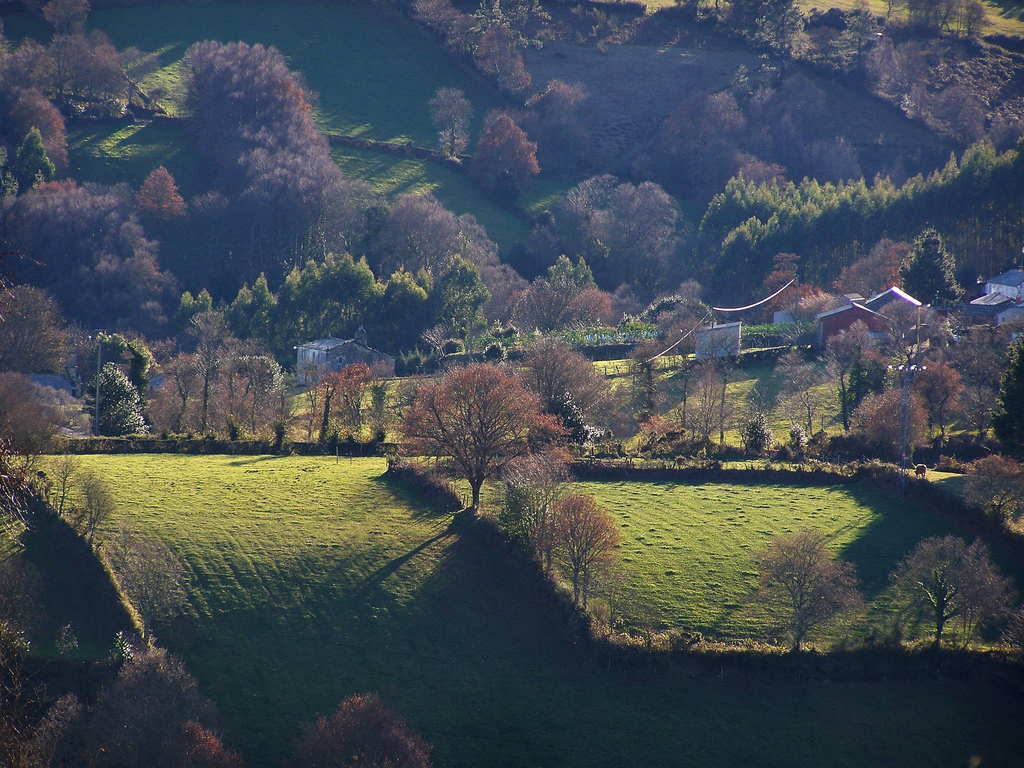
Живоплоти та дерева в парафії Лабрада, в раді Абадіна в Луго (Галісія, Іспанія)

### Класифікації
Живоплоти можна класифікувати за різними критеріями. Наприклад, за формою догляду, за видовим складом рослин, за типом, висотою, кількістю рядків в одній смузі, за фронтальними формами, за поперечним перерізом.
- Розрізняють живу огорожу, що має вигляд густого ряду кущів, який підстригають приблизно раз на рік.
- Живу огорожу, що має вигляд щільного ряду кущів, якому дають вільно рости та підрізають не частіше ніж раз на два роки, а часто й рідше. Жива огорожа виглядає дикішою і може давати більше квітів і плодів. Живопліт також може виростати в ширину на кілька метрів.
- Лісисте узлісся — це ряд кущів або дерев, іноді у 2-3 ряди, які можуть швидко досягти 5 метрів завширшки. Кожні 5-10 років захисну лісосмугу вирубують. Після цього рослини знову відростають. Вирубку часто розтягують на кілька років, щоб птахи і ссавці завжди знаходили притулок і їжу.

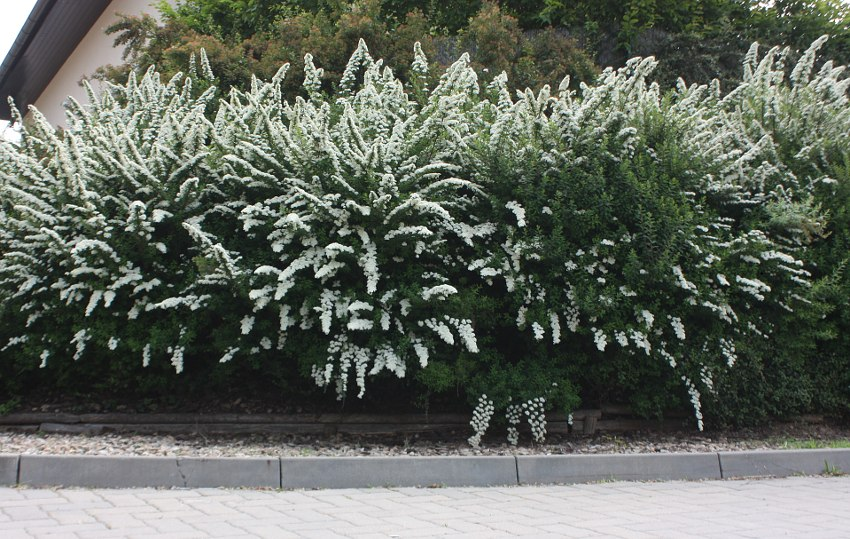
Жива огорожа з спіреї, що використовується як бар'єр від пилу та шуму.

За висотою живі огорожі поділяють на три основні типи: бордюри (до 1 м), власне живоплоти (1-2 м) і живі стіни (3 м).
Также, поділ за висотою проводять наступним чином:
- високі — висотою понад 2 м;
- середні — висотою від 0,5 до 2 м;
- низькі (бордюри) — висотою менше 0,5 м.

Високий чагарник (до 2 м) для живоплоту висаджують з відстанню між рослинами 0,5 метра, низький (менше метра) — 0,25 метра. Для густої огорожі рослини садять у два чи три ряди. Між рядами залишається приблизно така ж відстань.
При групових посадках для високого живоплоту висаджують на задньому плані високі рослини, на передньому — кущові низькорослі.
Для класифікації живоплотів за формою поперечного перерізу, живу огорожу поділяють на трикутну, овальну та трапецієподібну.
Живі огорожі можна розділити на кілька груп відповідно до рослин, що їх утворюють: листяні вічнозелені рослини, хвойні вічнозелені рослини, листяні рослини. Вони вимагають різного догляду.

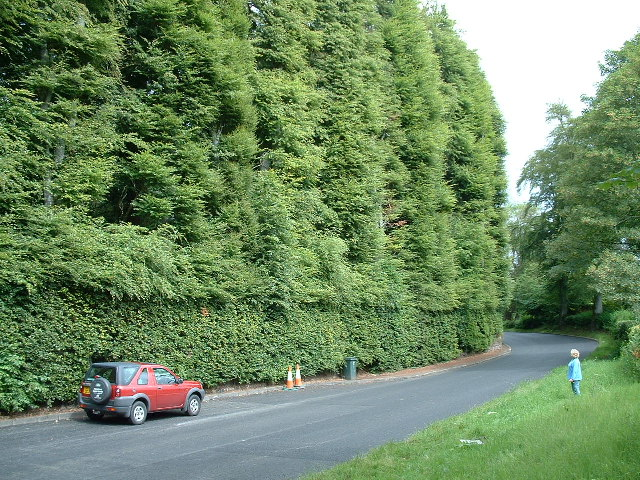
Жива огорожа на узбіччі в шотландському селі МакКлюр офіційно є найдовшою та найвищою живою огорожею у світі. Сформована виключно з букових дерев, досягає 30 м у висоту і близько ½ км в довжину.[22] Її обрізають лише до висоти, де вона може перешкоджати руху.
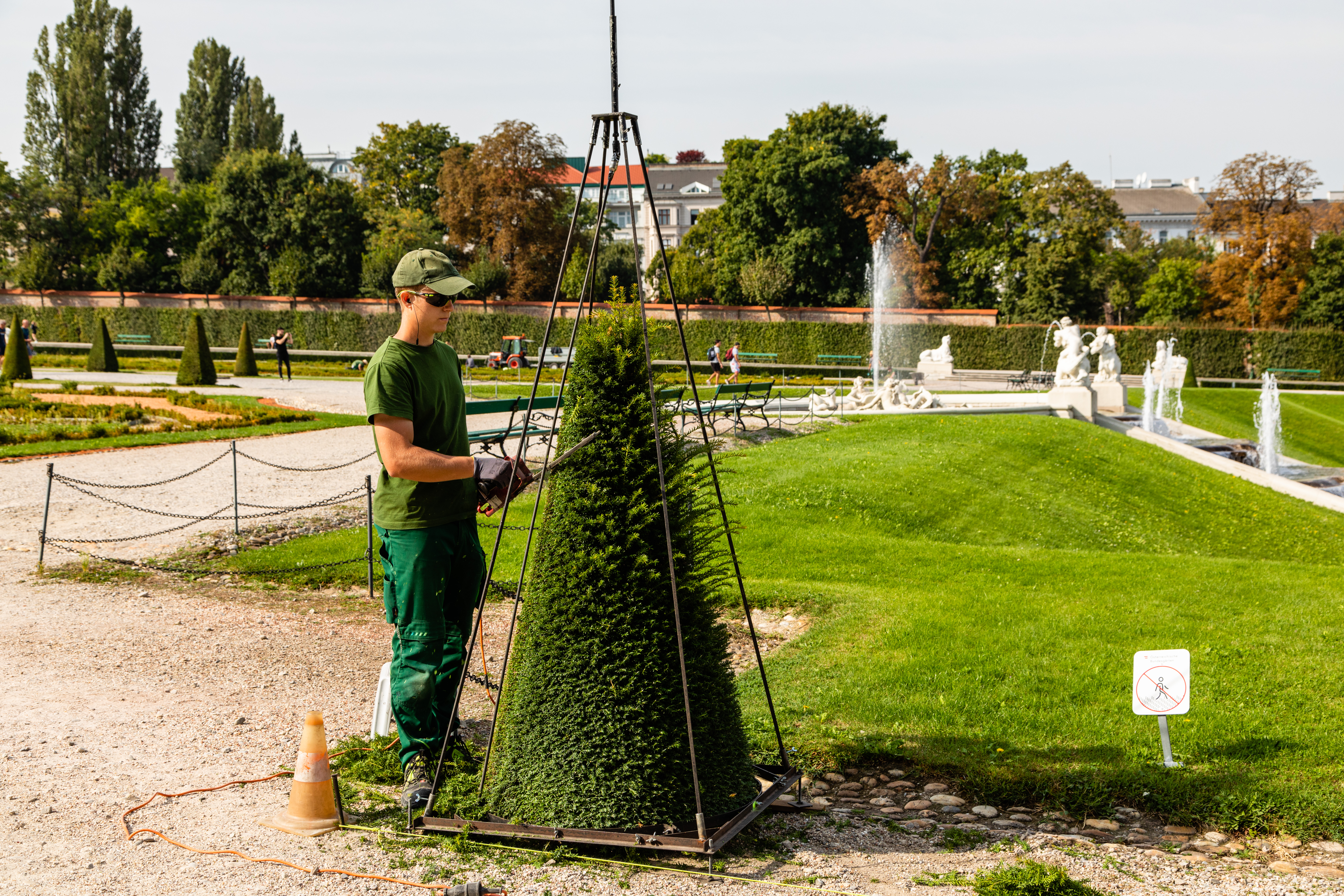
Стрижка живої огорожі у віденському палаці Бельведер
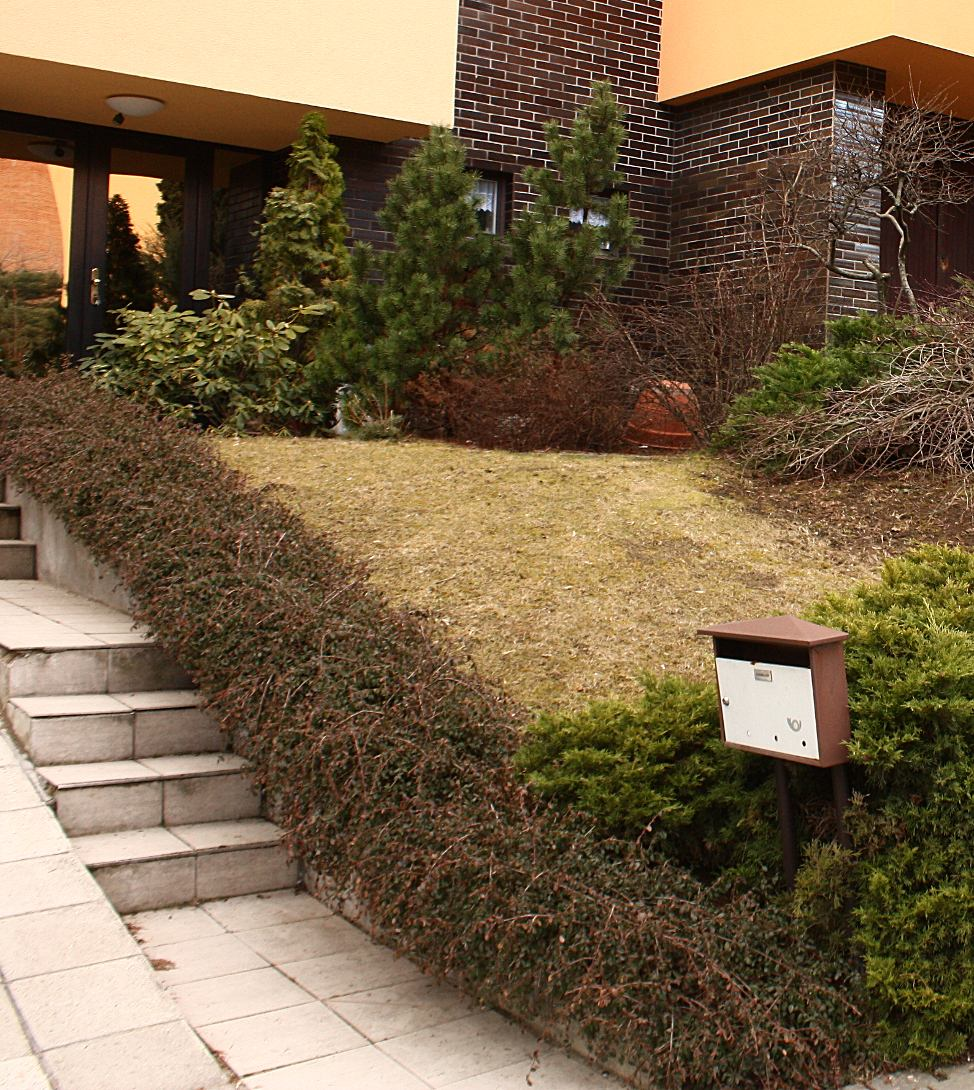
Живий паркан з кизильника.
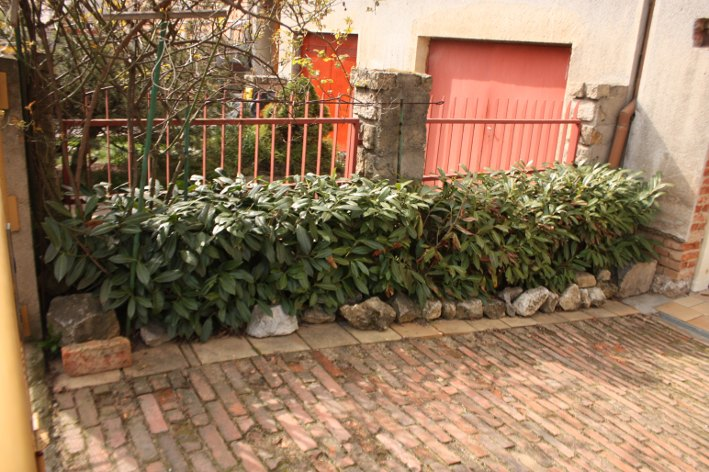
Низька огорожа з вічнозеленого барбарису (Prunus laurocerasus)
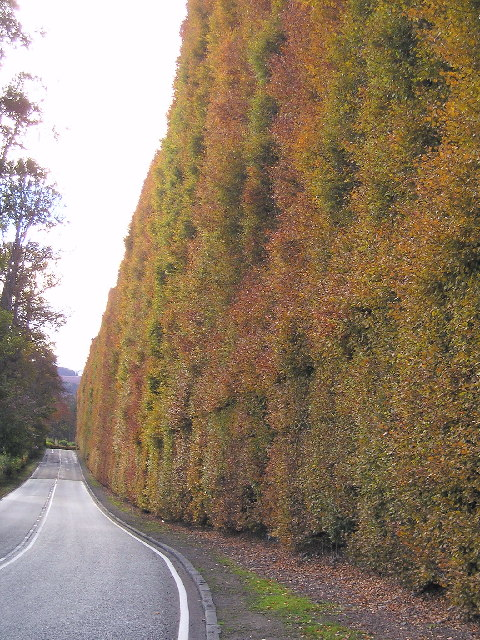
Жива огорожа, для посадки якої використовувався бук

## Рослини живої огорожі

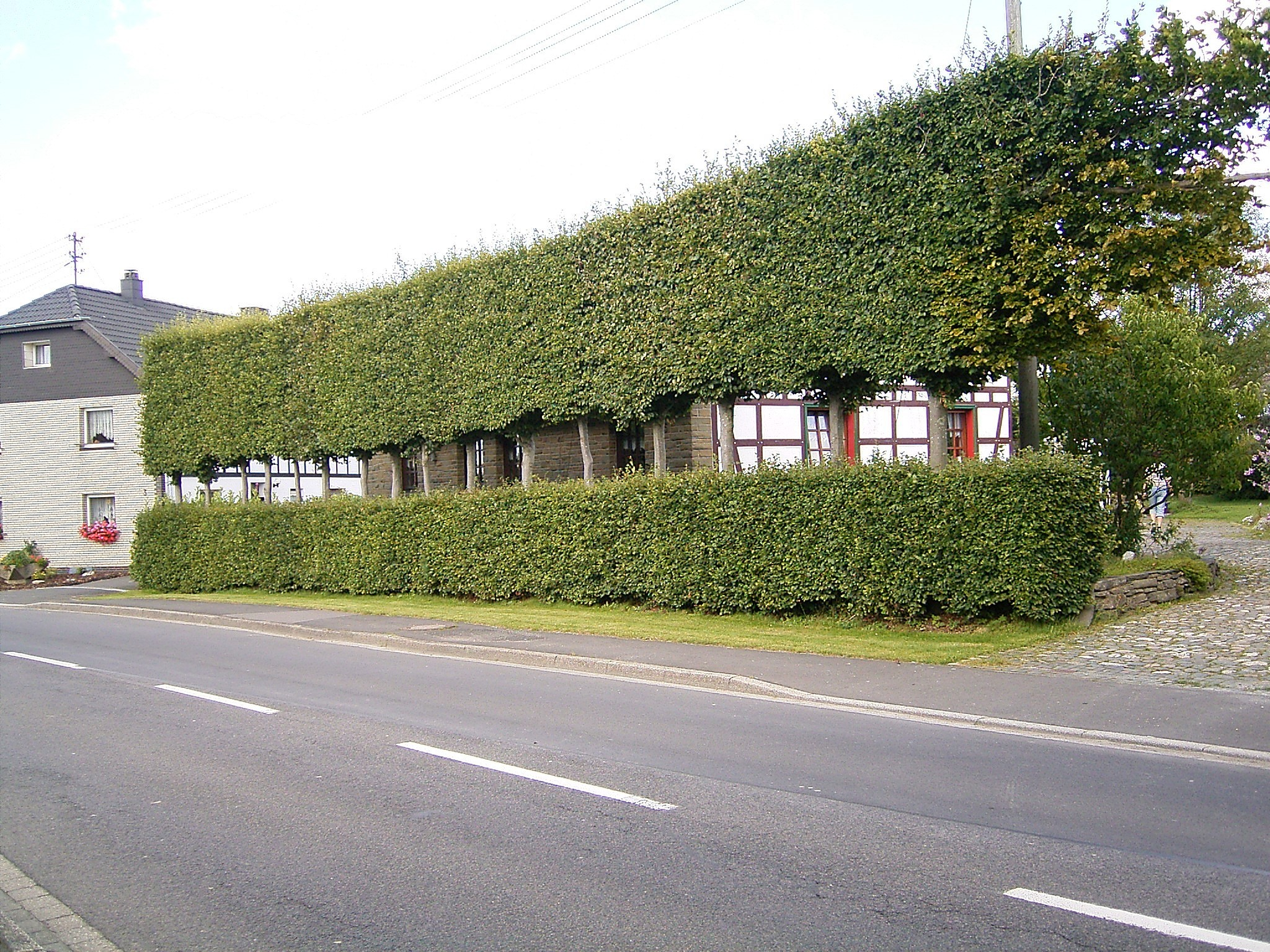
Комбінована жива огорожа — нижній поверх складається з чагарникових порід, а верхній — з верхівок високих дерев.

Деревні рослини для живоплоту повинні добре витримувати обрізку, оскільки, зазвичай, обрізкою їм надають форми зеленої стіни. Щільність пагонів і листя для живоплотів мають велике значення.
Враховуючи грунтові умови, для рядових насаджень використовують листяні і хвойні деревні породи рослин: чагарники, ліани, тую, жовту акацію, лох, шипшину, бузок, чубушник (жасмин), спіреї (добрі медоноси), жимолость, глід, граб, клен польовий, форзицію середню (Forsythia intermedia f. «Golden Times»), бирючину звичайну, обліпиху звичайну, горобину (може слугувати прекрасним тлом для багатьох трав'янистих багатоплітників), падуб (відмінно піддається фігурній стрижці), лавр, самшит (добре переносить стрижку, йому можна надати будь-якої форми), кипарис, тощо. Для живоплотів господарського значення добре підходять алича, вишня-антипка, бузок звичайний, кизил, клен гіннальний (Acer tataricum ssp. ginnala), клен татарський і ін.

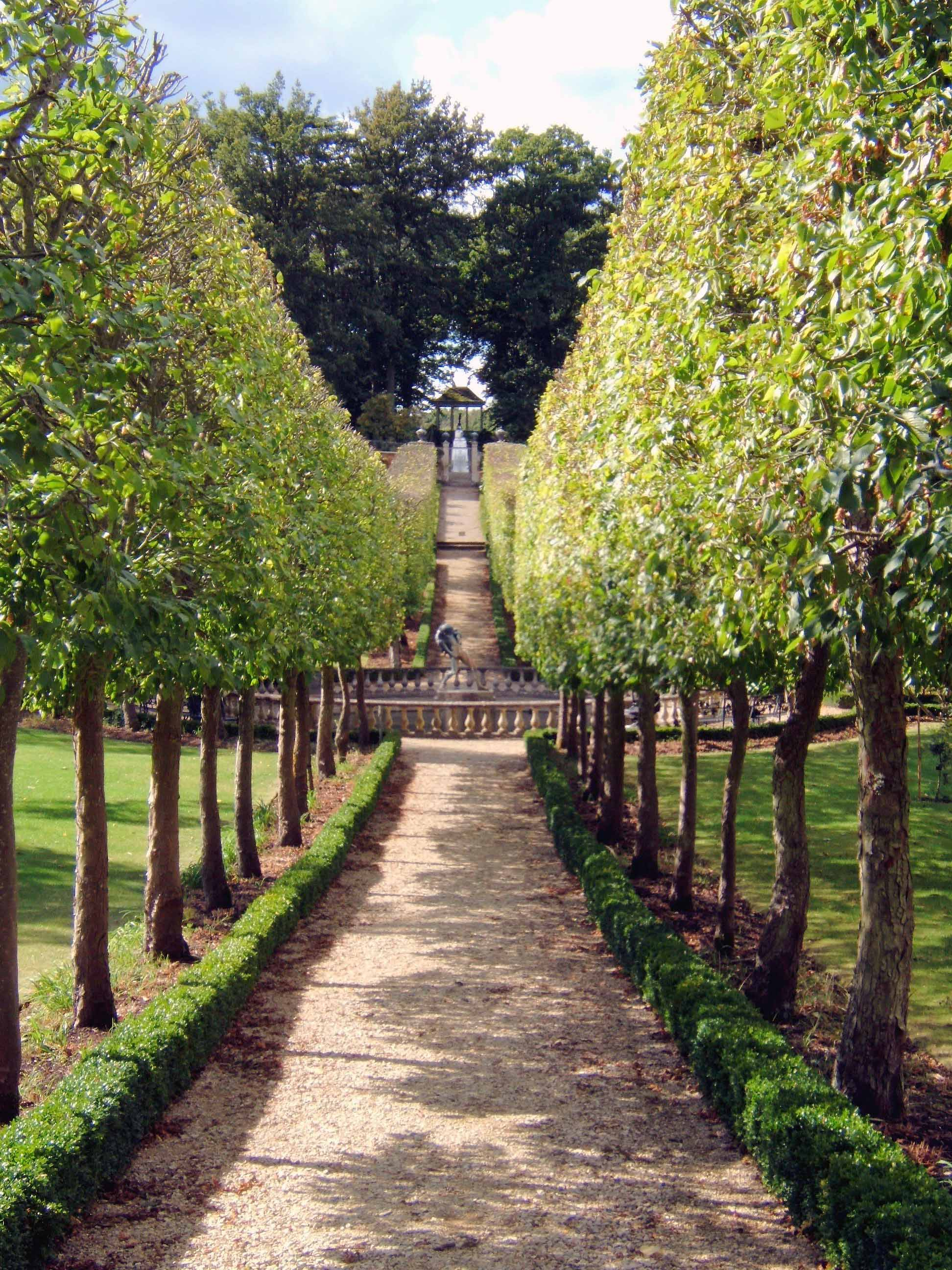
Низька та висока жива огорожа в парку Баскот, Англія.

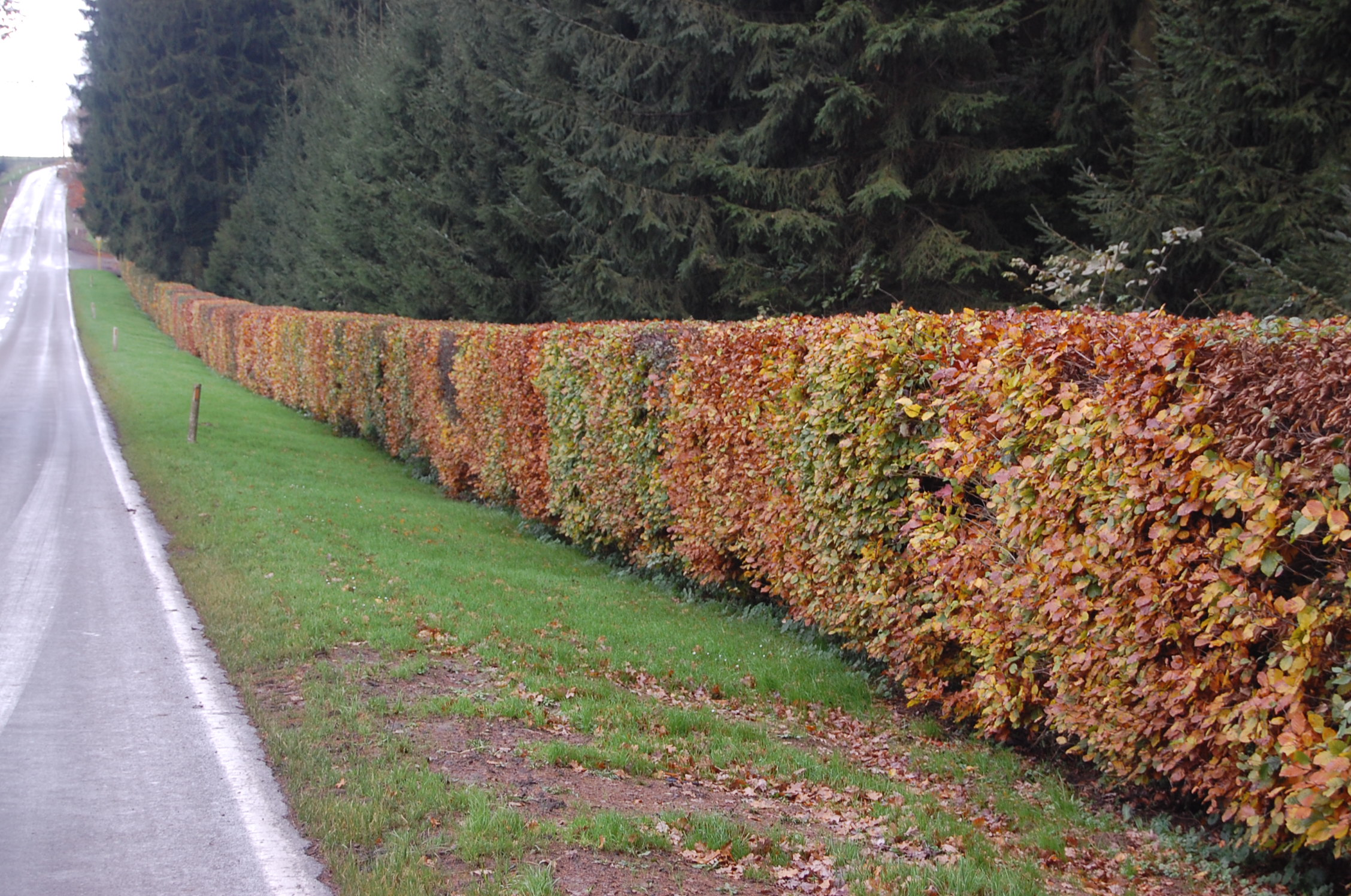
Жива огорожа на узбіччі.

Для живоплотів найчастіше використовують такі види рослин: дівочий виноград, туя, глід, спірея, шипшина, барбарис, граб, бирючина, дерен, пухироплідник. А також ягідні кущі: малина, смородина червона, біла, золотиста; вишня, чорна горобина (аронія чорноплідна), ірга, калина, шипшина, глід, дівочий виноград (ці ліани прикріплюються самі, відтак не потрібно дбати про додаткову опору; рослина швидко зростає, але через кілька років починає розповзатися по ділянці). Будь-які чагарники вимагають обрізки, формування живоплоту.
Якщо потрібно сформувати високий живопліт заввишки понад 3 м, рекомедується застосовувати високорослі дерева: липа дрібнолиста, липа великолиста, граб звичайний. Вічнозеленими високі живоплоти будуть, якщо їх створюють з ялини звичайної, тиса ягідного, туї західної, ялівцю звичайного, ялівцю віргінського.
Живоплоти середньої висоти формують використовуючи бирючину звичайну, кизильник чорноплідний, кизильник блискучий, дерен білий, дерен криваво-червоний, бузок звичайний, бузок угорський, чубушник вінцевий, жимолость татарську, жимолость звичайну, смородину золотаву, акацію жовту, іргу круглолисту, горобину чорноплідну, сніжноягідник білий. Живопліт може бути сформований на каркасній конструкції — наприклад, паркані із сітки-рабиці із використанням наступних рослин: ліщини крупнолистяної, дівочого винограду, хмелю чи малини. Каркасна конструкція утримує зелену біомасу та задає певну форму.
Для створення низьких живоплотів, які ще називають бордюрами, для вічнозелених обирають самшит вічнозелений, магонію падуболисту. Для колючих живих огорож обирають барбарис звичайний. Якщо низькі живоплоти формують із листопадних чагарників, то для цього використовують таволгу японську, айву (хеномеліс) японську.
Одні рослини ростуть надто швидко і утворюють щільні завіси з листя, в інших живоплотів листяний покрив рідший. Надто захоплюватися зеленим живоплотом не варто, оскільки суцільні бар'єри із похмурої зелені плюща чи інших вічнозелених повзучих рослин може викликати відчуття пригніченості.

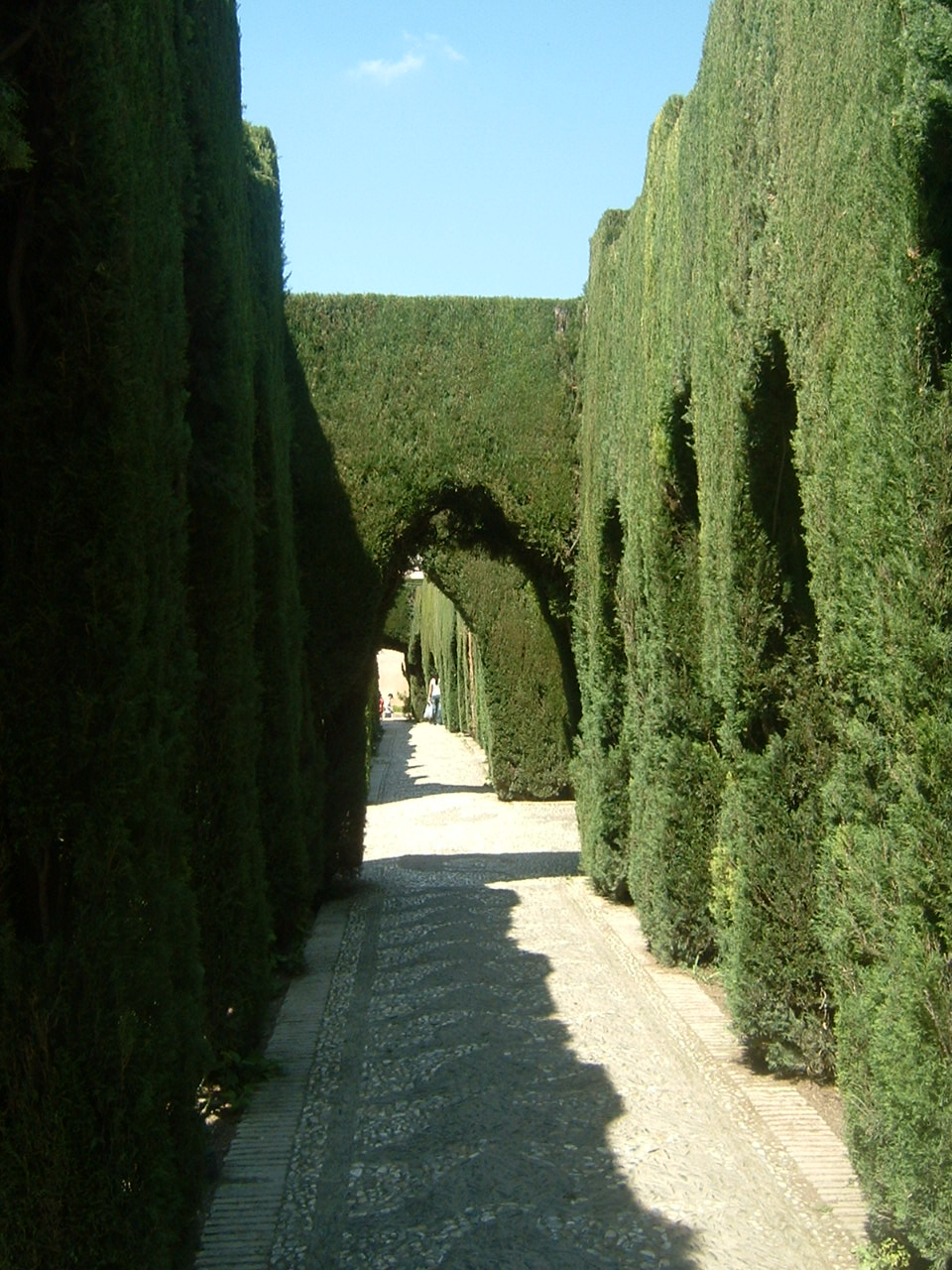
Живі огорожі, що вимагають особливого догляду
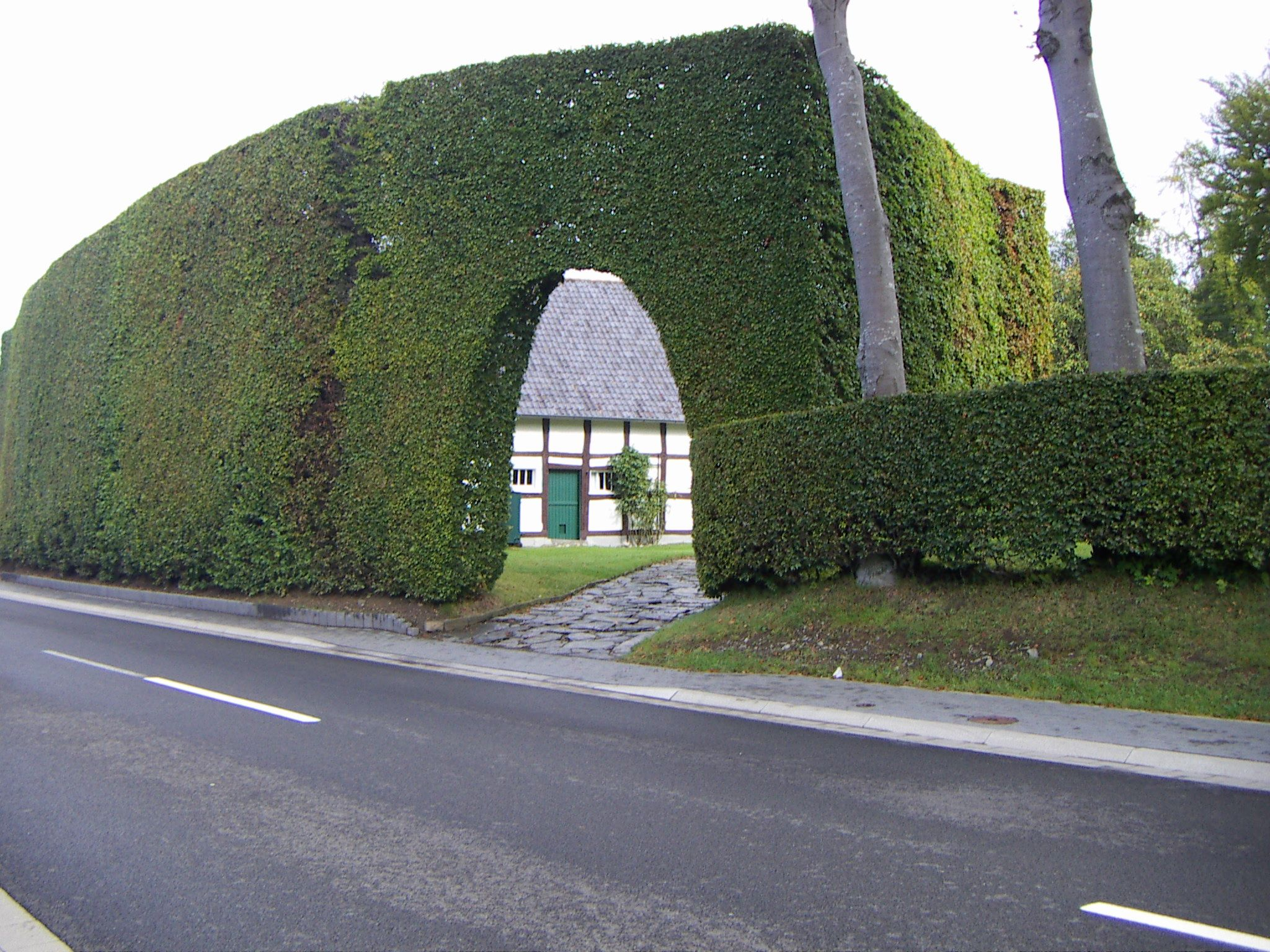
Живий захисний паркан навколо житла в Моншау (Німеччина)
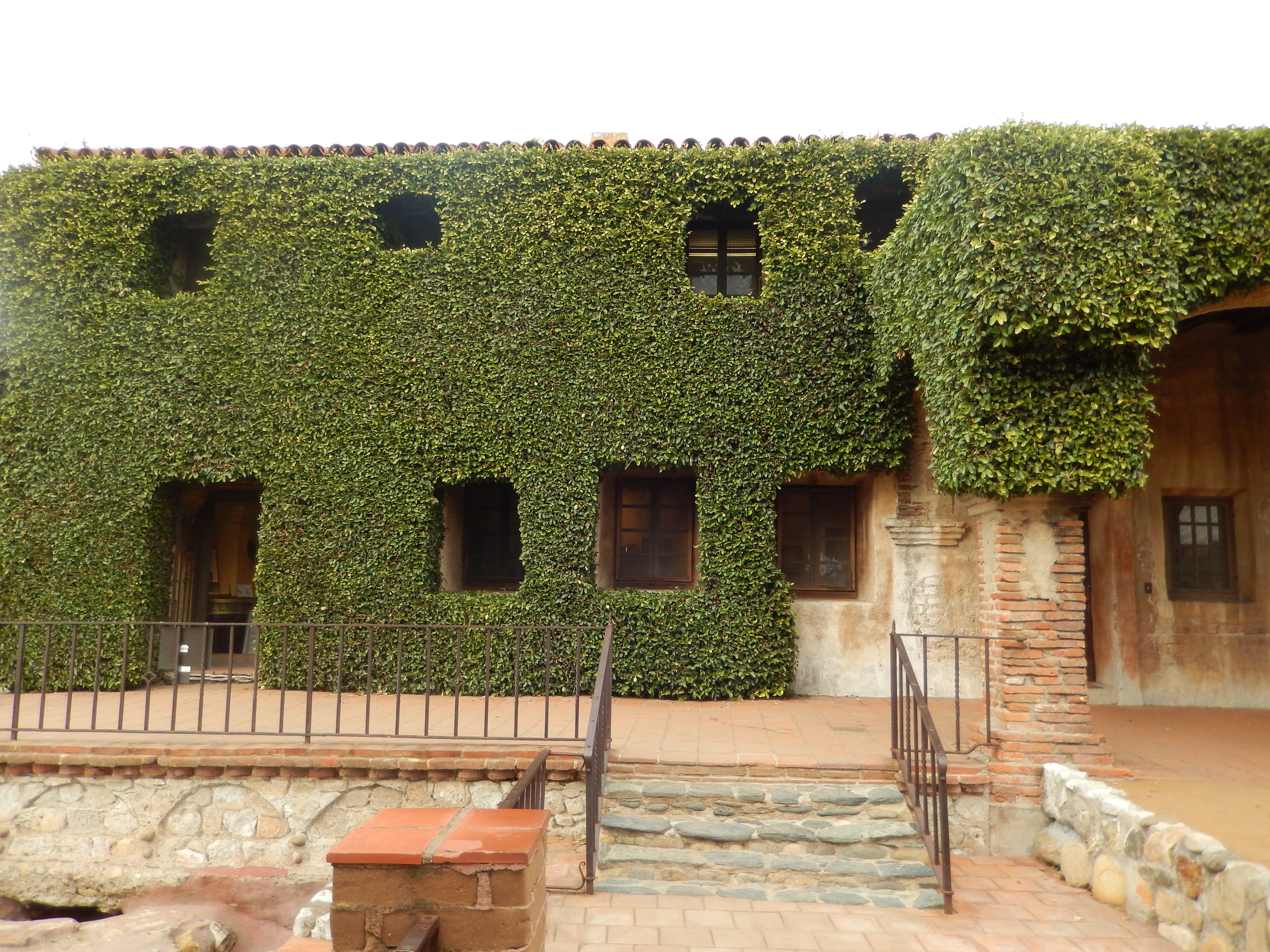
Маскування фасаду живою огорожею в місії Сан-Хуан Капістрано (Каліфорнія)
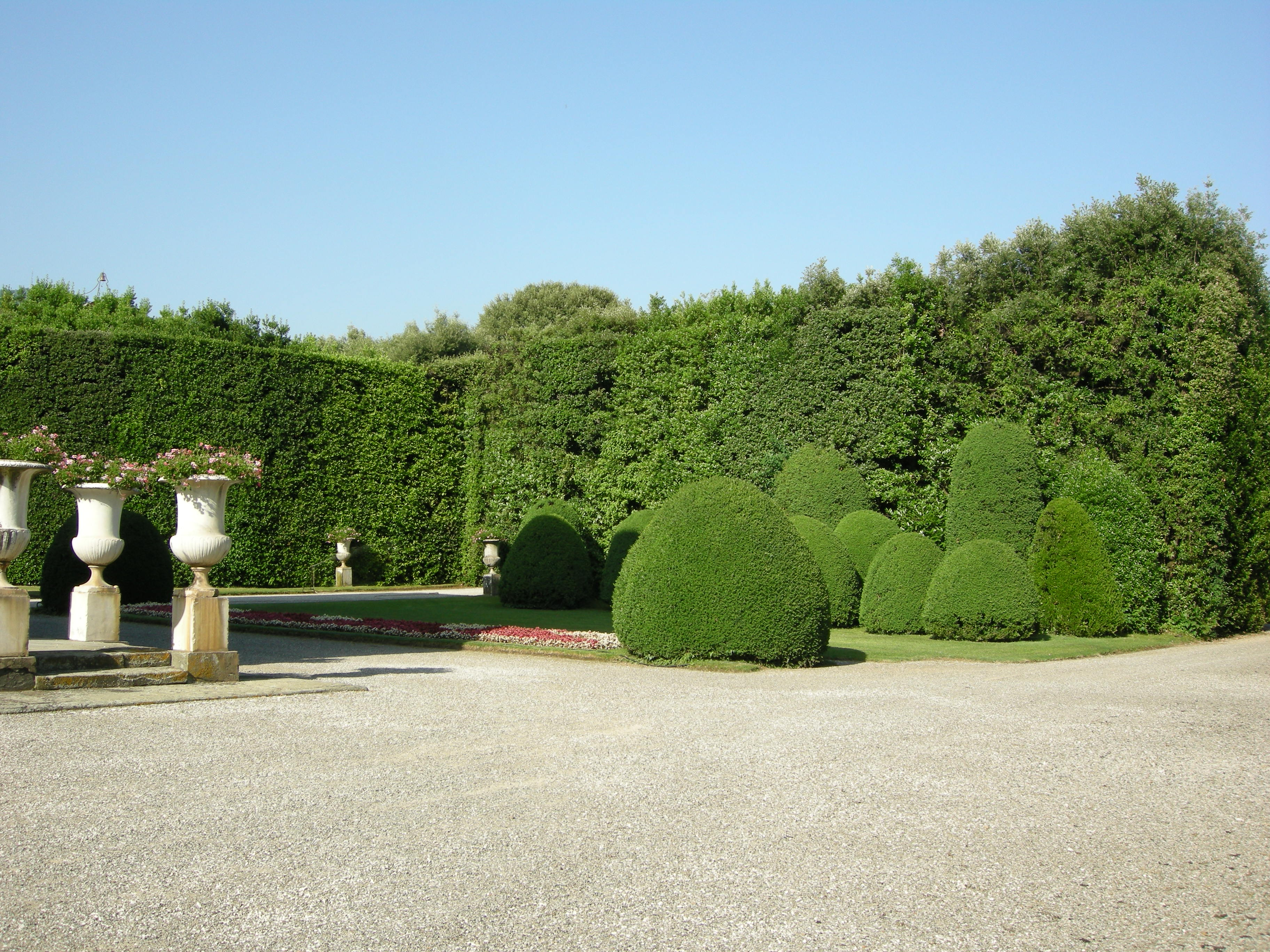
Архітектурні живоплоти і садові вази на королівській віллі Марлія (Тоскана)
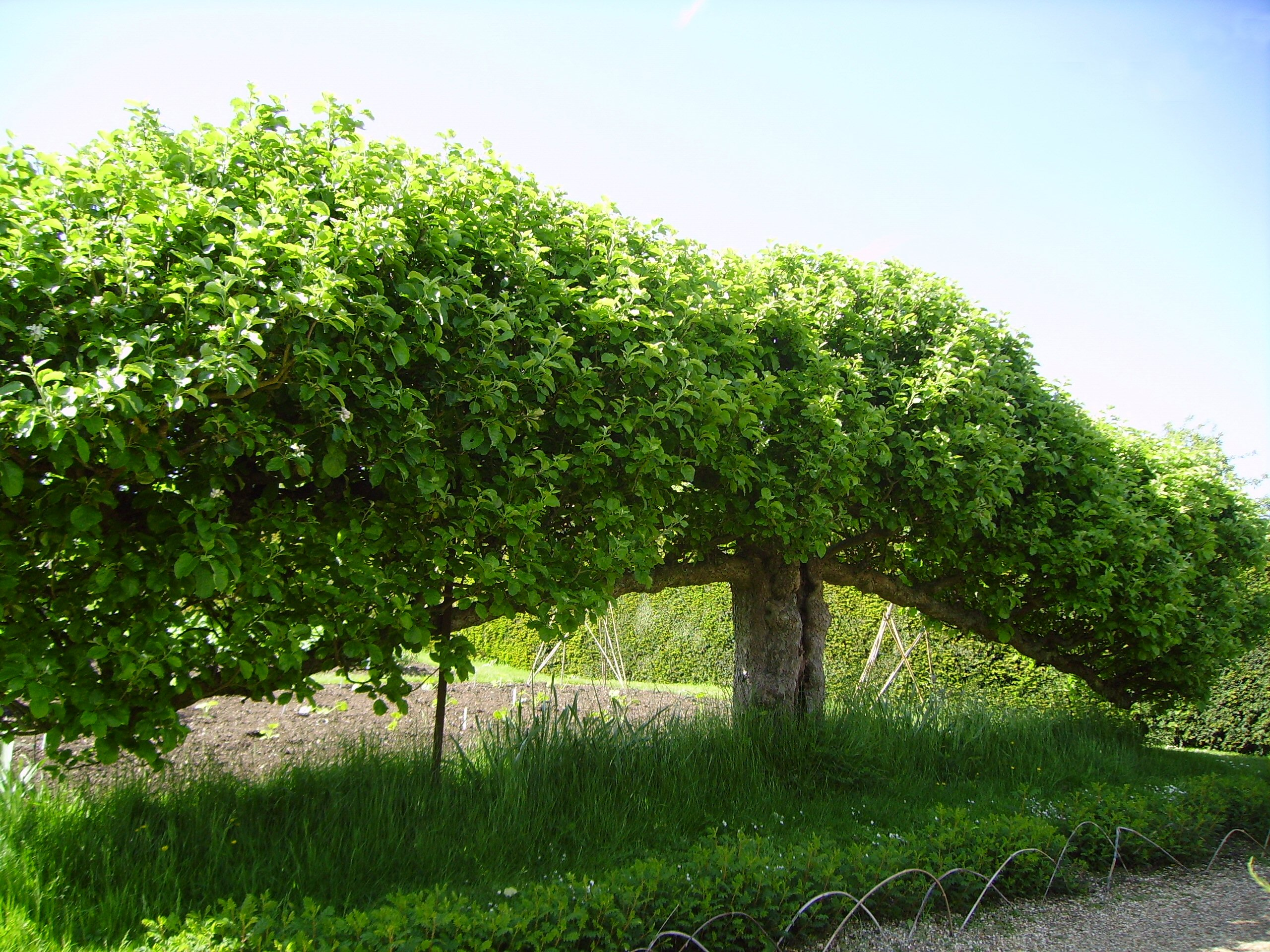
Підстрижена жива огорожа з фруктових дерев, утворена шпалерною решіткою (Стенден, Англія)
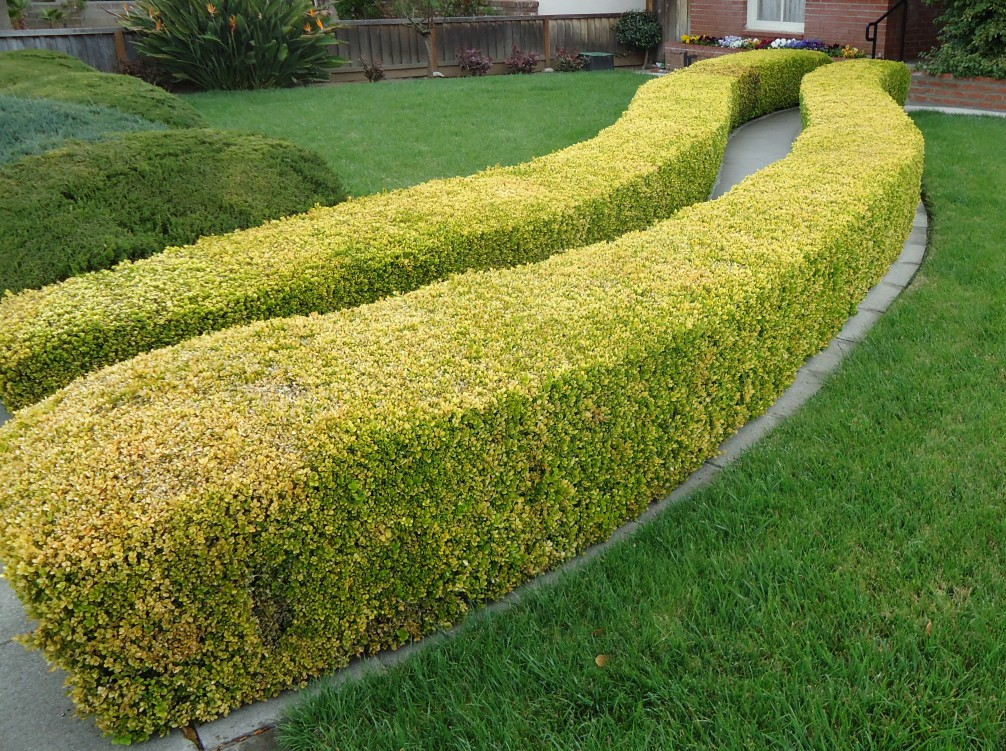
Підстрижена жива огорожа на газоні в Каліфорнії
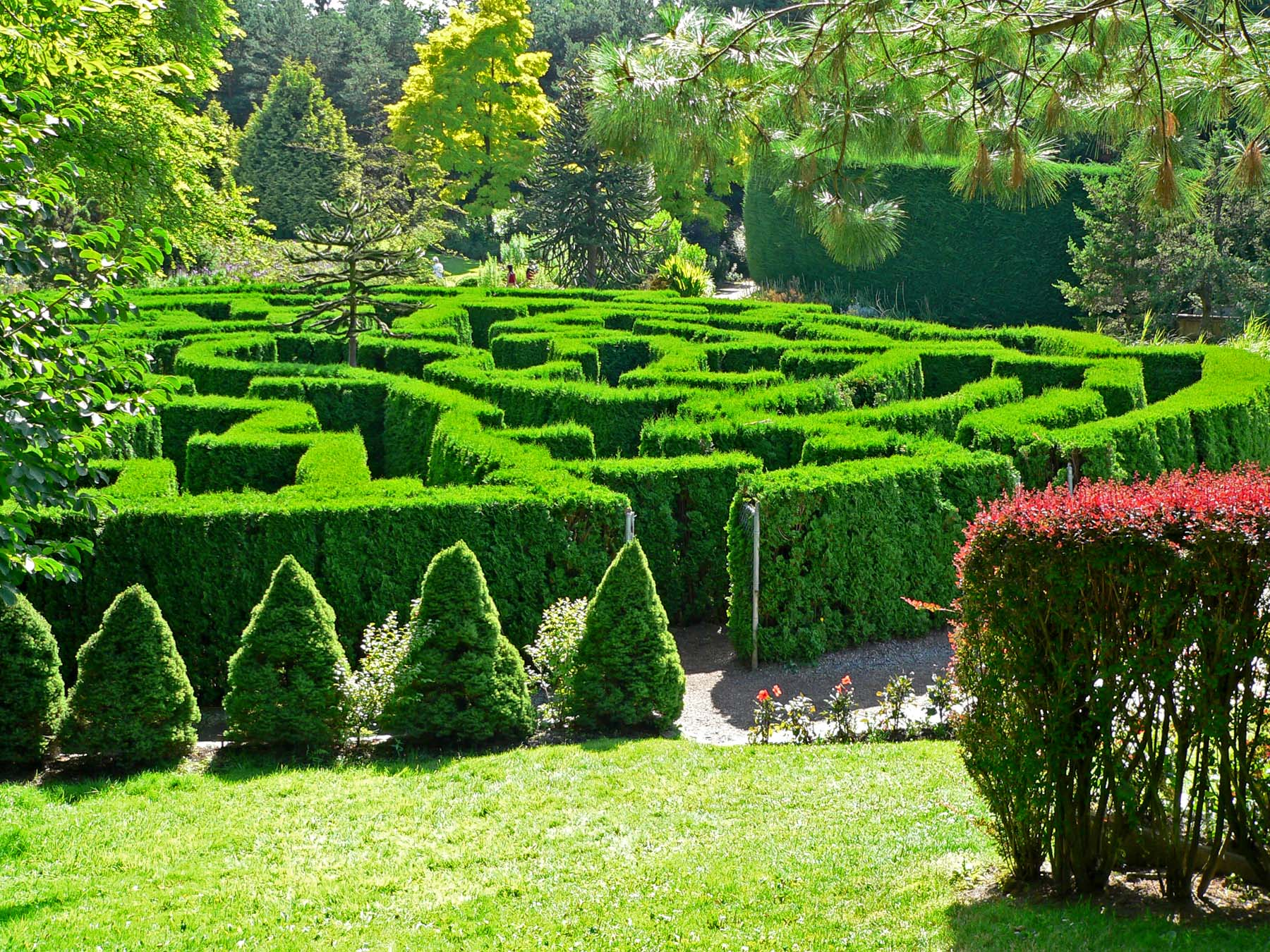
Лабіринт з живоплоту
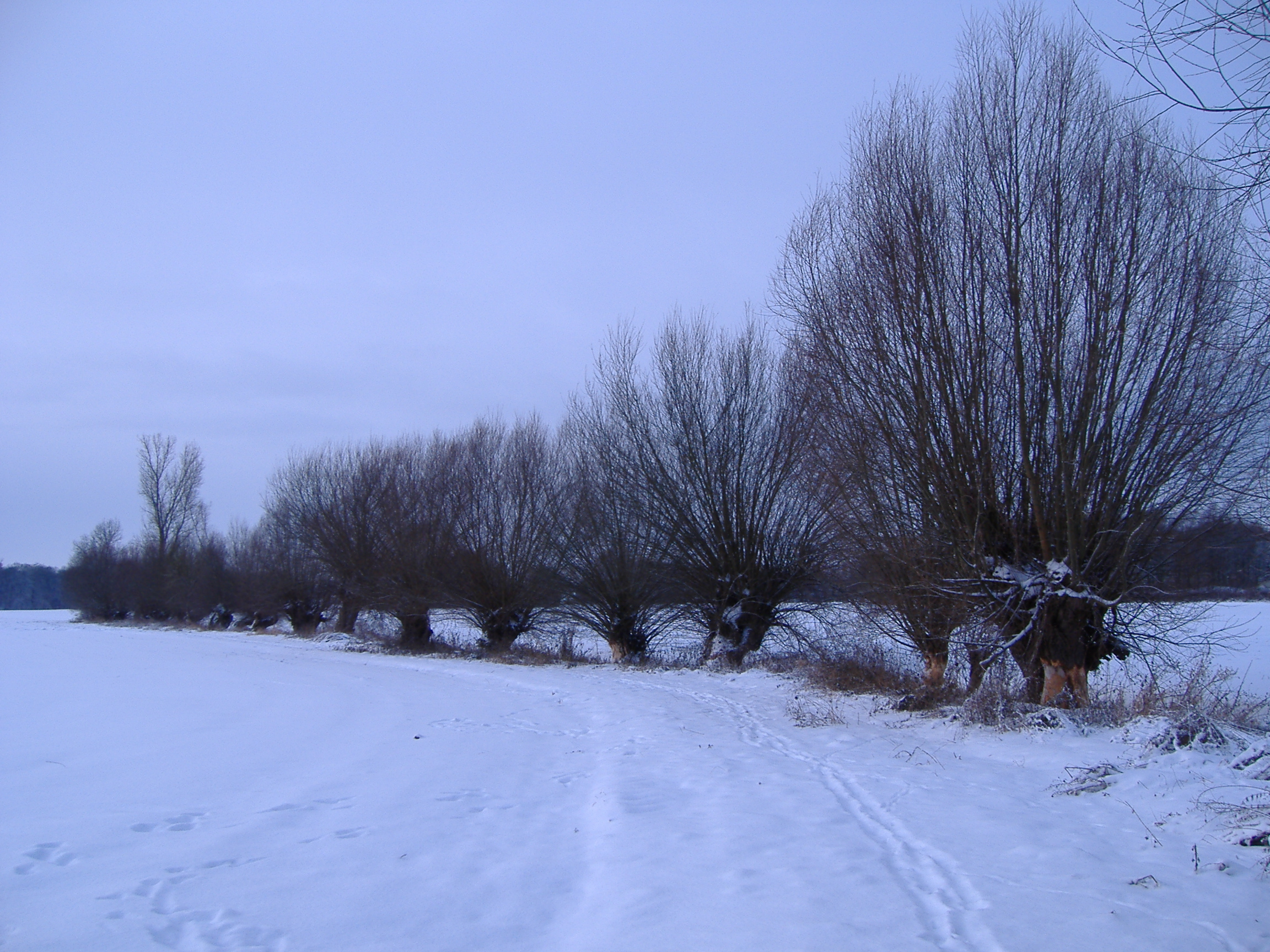
Жива огорожа з дубів і верб перед обрізанням. Цей вид дерев, які часто висаджують у живоплотах, виробляють будівельну або опалювальну деревину, корм для худоби
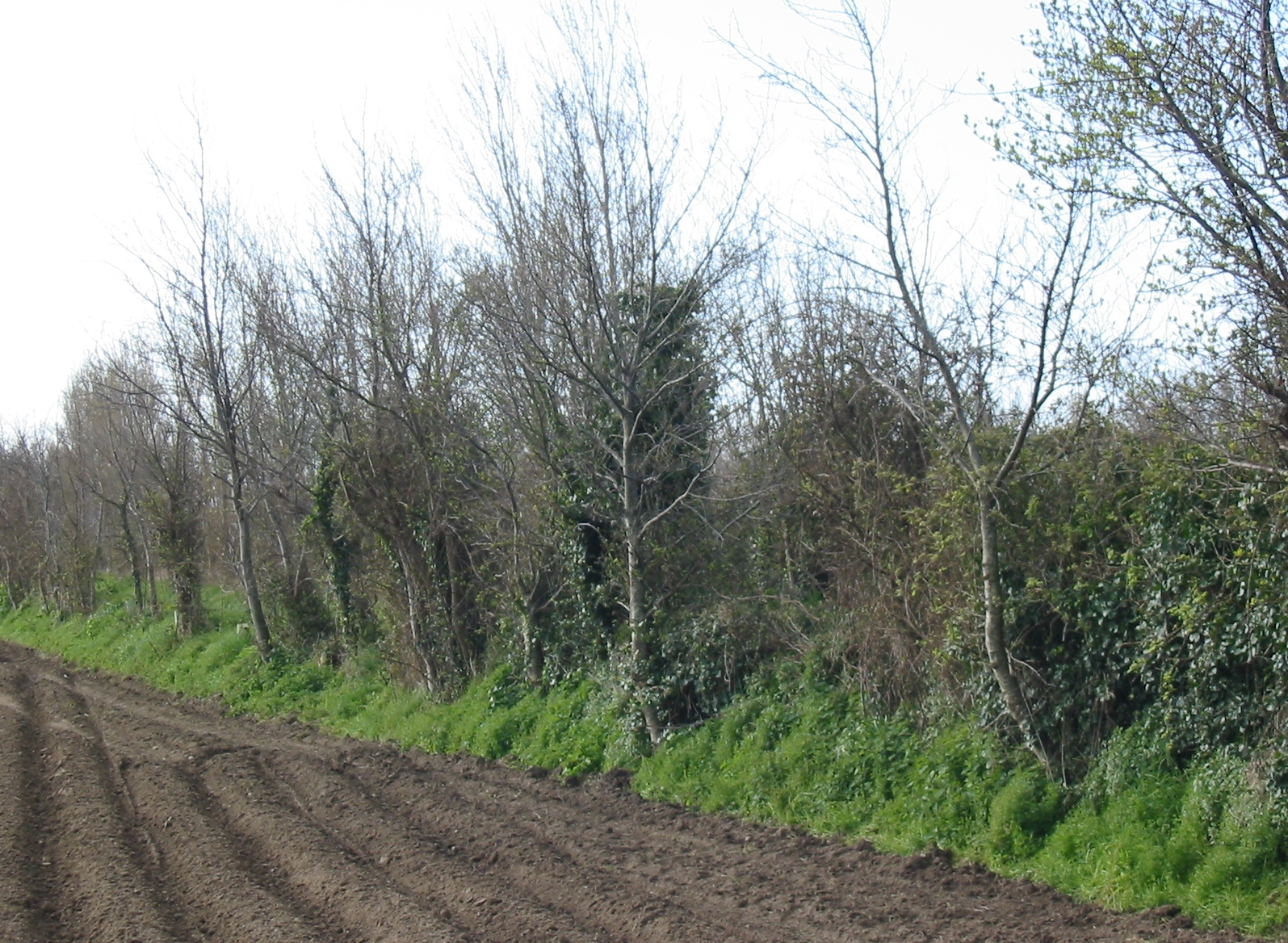
Природна жива огорожа на краю поля, «вуглецева пастка», яка виробляє деревину і кисень, захищає посіви від вітрів і морозів, зберігає зимову воду для відновлення її влітку, укриває комах-запилювачів та допоміжну фауну
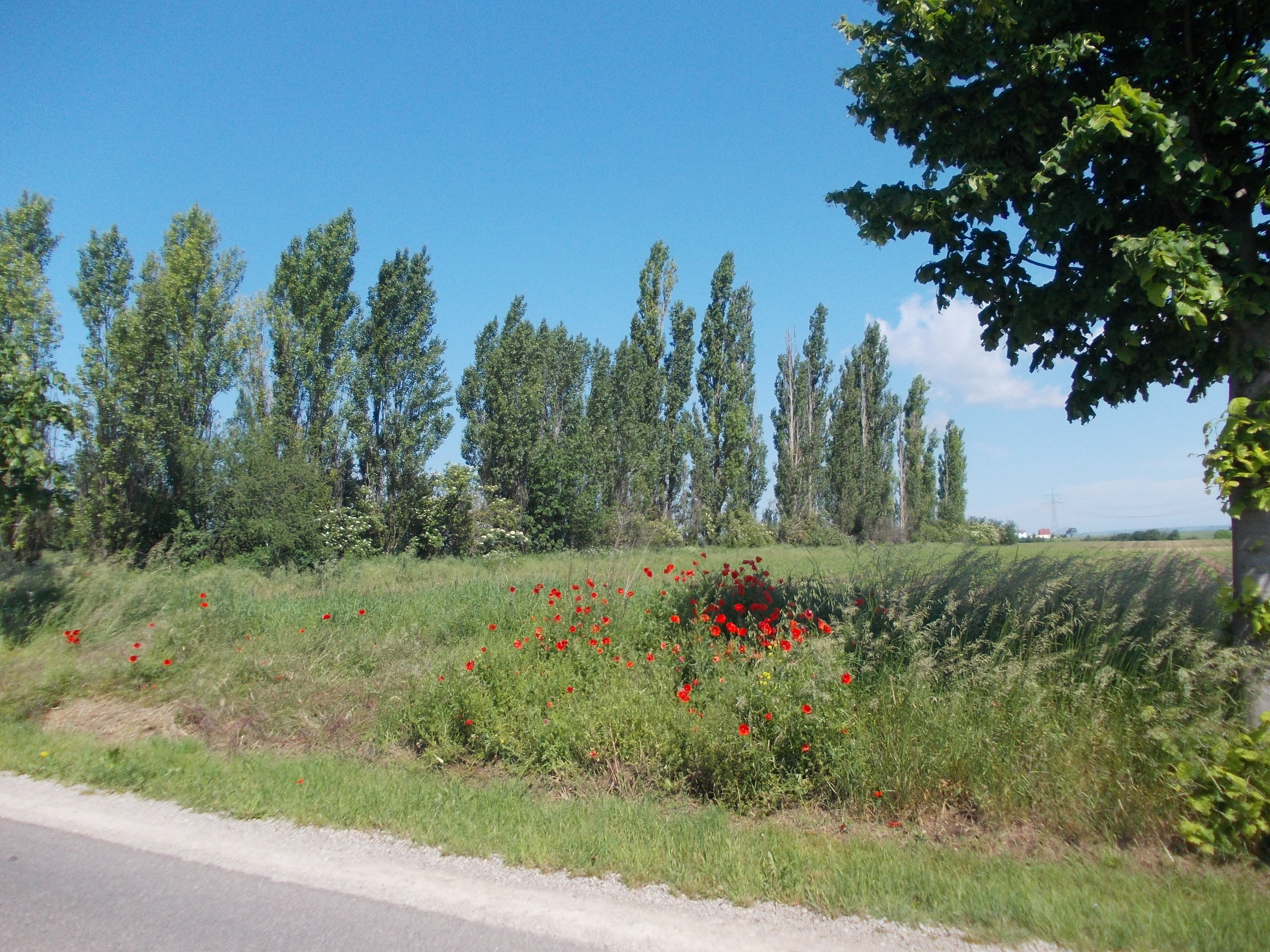
Вітрозахисна огорожа, яка захищає пасовище чи сіножаті від переважаючих вітрів, які можуть його повалити
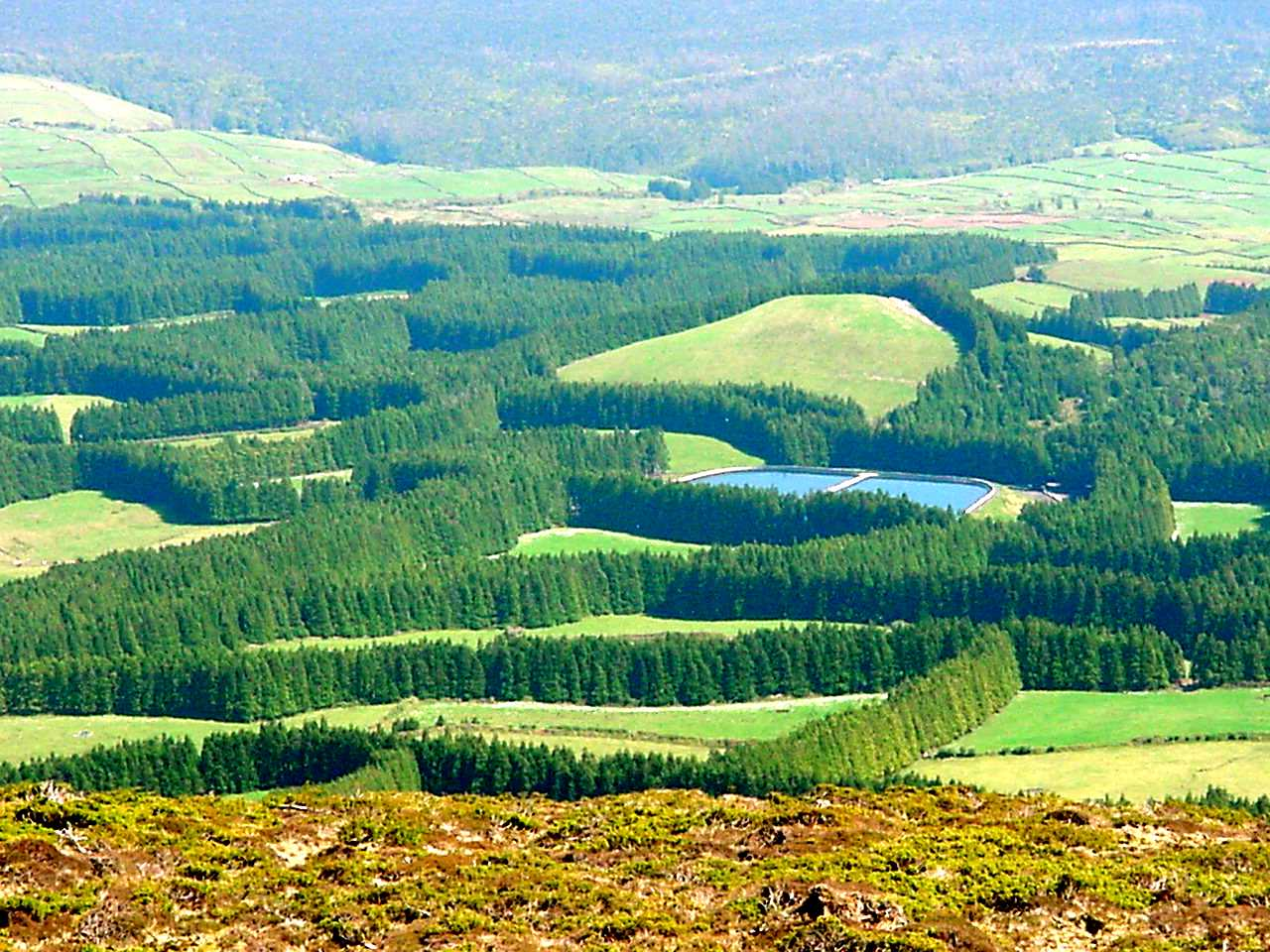
Лісосмуги на Азорських островах, Португалія. Штучний і геометричний живопліт, як правило, одновидовий (один вид) і одного вікового класу.
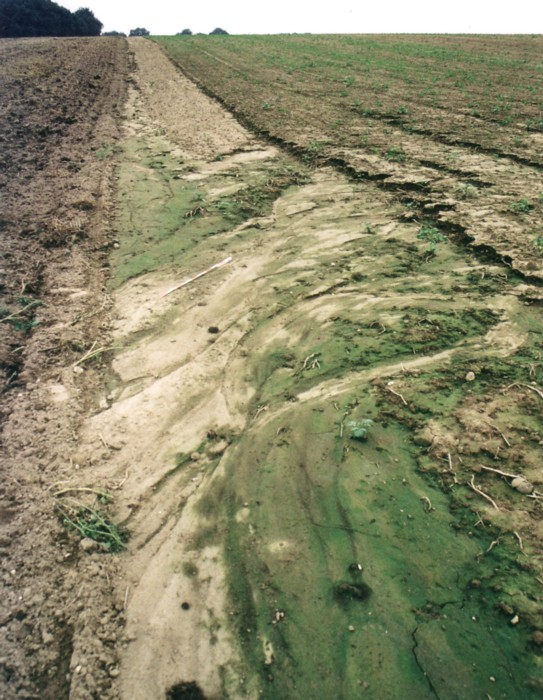
Зірваний живопліт швидко викликає регресію та деградацію ґрунту (ерозію). Стік зимових дощів і паводків змиває оранку, з якої органічні речовини і гумус виходять, не блокуючись. Знятий живопліт більше не утримує ґрунт.

## Живопліт в літературі

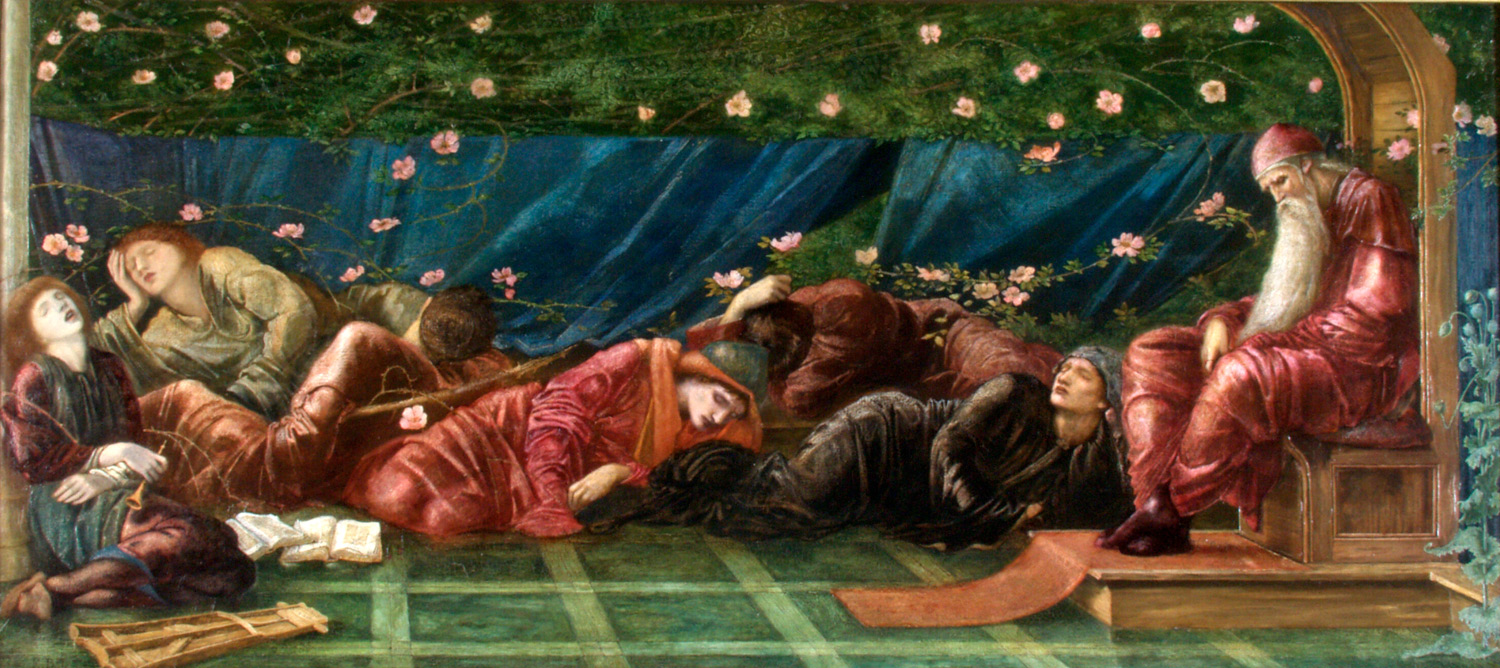
Ілюстрація «Спляча красуня» Едварда Берн-Джонса.

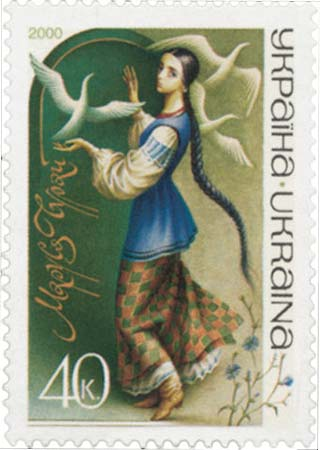
«У нього там i зарості ожини,
i таємнича ниточка стежини,
i вулики, i в жолобі водичка,
i вплетений у верби живопліт,
i хата, як старенька рукавичка -
в ній кіт живе, цвіркун живе i дід».
— Костенко Л.В., роман у віршах «Маруся Чурай» (фрагмент)

У літературі, мабуть, найбільше відома жива огорожа з троянд, яка росте навколо замку казкової принцеси Сплячої красуні. Дика огорожа, або ліс, ховає зачарований замок, де всі спали сто років.
«Ожиновий живопліт» є найвідомішою роботою британської дитячої письменниці Джилл Барклем, відомої також своїми вишукано деталізованими ілюстраціями. У цих мальовничих казках розповідається про життя та пригоди мишей, які живуть в ідилічному місці, ім'ям якого названо серію з чотирьох книг.
У фантастичному світі Дж.Р.Р. Толкіна Живопліт відокремлює безпечний світ гобітів від загрозливого лісу. З іншого боку, в анімаційному фільмі «Понад живоплотом» жива огорожа відокремлює дім диких лісових тварин від нового будівельного майданчика з багатьма небезпеками, створеними людиною.
У романі Мігеля Деліба Parabola del naufrago, що англійською перекладається як Жива огорожа, центральним мотивом є живопліт, що дико росте. Паркан затримує головного героя, що заблукав, у лабіринті суспільства споживання.
|                                                      | «За словами Мойсея вона лежала десь вгорі у небі у невеликій відстані від хмар, але поза ними. На Смоктунцевій Горі сім днів у тижні неділя, конюшина росте круглий рік, а цукор та макуха зріють на живоплоті. Тварини ненавиділи Мойсея за те, що байдикував і розказував небилиці; проте деякі зпоміж них вірили у Смоктунцеву Гору і свиням доводилось завзято сперечатися, щоб переконати їх, що таке місце зовсім не існує». |
| — уривок з повісті Джорджа Орвелла «Колгосп тварин». | |

## Деталізація джерел
1. ↑  Живопліт // Словник української мови : в 11 т. — Київ : Наукова думка, 1970—1980.
2. ↑  Великий тлумачний словник сучасної української мови (з дод. і допов.) / Уклад. і голов. ред. В. Т. Бусел. — К.; Ірпінь: ВТФ «Перун», 2005. — 1728 с. ISBN 966-569-013-2 (стор.: 367) Доступ
3. 1 2  Бур С.А., Токмань В.С. Використання вертикального озеленення в ландшафтному будівництві / Матеріали Всеукраїнської наукової конференції студентів і аспірантів, присвяченої Міжнародному дню студента — (14-18 листопада 2022 р.). — Суми, 2022. — 443 с. (Стор.: 57) PDF
4. ↑  Філько В.В., Мельник Т.В. Особливості формування регулярної композиції на обмеженому просторі / Матеріали Всеукраїнської студентської наукової конференції — (12-16 листопада 2018 р.). — В 2 т./Т.І. — Суми, 2018. — 536 с. (стор.: 86)  PDF
5. ↑  Герасько Н.П., Мамчур Т.В. Озеленення території прилеглої до районної лікарні м.Жашків Черкаської області / Збірник студентських наукових праць Уманського національного університету садівництва — / Редкол.: О.О. Непочатенко (відп. ред.) та ін. — Умань: 2013. — Ч. ІІІ: Сільськогосподарські, біологічні і гуманітарні науки. — 132 с. PDF (Стор.: 19)
6. ↑  
Крістіна Слончак. Які рослини посадити біля паркану: топ варіантів для краси та захисту | 30 липня 2024 | espreso.tv
7. ↑  Марія Катаева. Замість парканів у столиці висаджують живі огорожі | 28 травня 2021 | «Вечірній Київ»
8. ↑  Живопліт // Термінологічний словник-довідник з будівництва та архітектури / Р. А. Шмиг, В. М. Боярчук, І. М. Добрянський, В. М. Барабаш ; за заг. ред. Р. А. Шмига. — Львів, 2010. — С. 91. — ISBN 978-966-7407-83-4.
9. ↑  Василь К. Горб. Особливості використання Syringa pekinensis Rupr. в ландшафтному дизайні в Україні // Етноботанічні традиції в агрономії, фармації та садовому дизайні: матеріали VІ міжнародної наукової конференції, присвяченої Року Незламності України (м. Умань, 5–8 липня 2023 року) [Редкол.: В.М. Грабовий (відп. ред.) та ін.]. Умань: Національний дендрологічний парк “Софіївка” НАН України, 2023. 297 с. (Стор.: 116,121)PDF
10. ↑  Каталог природоорієнтованих рішень / авт.кол.: М.Рябика, О.Гусакова, А.Зозуля, А.Бушовська та ін. — Львів: УКМ, 2021. — 116 с. (стор.:28, 104-105) PDF
11. ↑  Голосіївський парк культури і відпочинку ім. М.Т. Рильського.  
| Київзеленбуд Голосіївський КП УЗН.
12. ↑  Любов П.Іщук, Галина П.Іщук. Принципи пермакультури у ландшафтному дизайні // Етноботанічні традиції в агрономії, фармації та садовому дизайні: матеріали VІ міжнародної наукової конференції, присвяченої Року Незламності України (м. Умань, 5–8 липня 2023 року) [Редкол.: В. М. Грабовий (відп. ред.) та ін.]. Умань: Національний дендрологічний парк “Софіївка” НАН України, 2023. 297 с. (Стор.: 131)
13. ↑   Рослини для живої огорожі: що посадити під парканом | 14.07.24 | tsn.ua
14. ↑   Рябуха Т.Г., Кохановський В.М. Елементи ландшафту при благоустрої та озелененні садиб для сімейного відпочинку // Матеріали Всеукраїнської студентської наукової конференції — (12-16 листопада 2018 р.). — В 2 т./Т.І. — Суми, 2018. — 536 с. (Стор.: 131) PDF
15. ↑  Олійник О.Л. Запорозький зимівник часів Нової Січі (1734–1775). — Запоріжжя: Дике Поле, 2005. — 256 с. ISBN 966-8132-30-0 (стор.: 99)
16. ↑  Халебський Павло. Україна — земля козаків: Подорожній щоденник / Упоряд. М.О. Рябий; Післям. В.О. Яворівського. — К.: Ярославів Вал, 2009. — 293 с. ISBN 978-966-8382-23-9 (стор.: 138-139)
17. ↑  Ісая 5:5
18. ↑  Клименко Ю.О. Загальне паркознавство (історичні, біолого-екологічні, ландшафтно-лісівничі підходи та методи) / Ю.О. Клименко, С.І. Кузнецов. — К. : ЦП "Компринт", 2015. — 415 с.
19. ↑  Кучерявий В.П. Озеленення населених місць: підручник / В.П. Кучерявий. — Львів: Вид-во "Світ", 2005. — 456 с.
20. 1 2 3 4  Олєйнікова О.М. Садові декоративні рослини. — Харків: «Веста», 2010. — 144 с.: іл. ISBN 978-966-08-4940-2
21. 1 2   Верзилин Николай Михайлович (рос.) По следам Робинзона. Сады и парки мира. — Л.: Детская литература., 1964. — 576 с. (стор.: 530)
22. ↑  Найвищий живопліт у світі зроблено 19 років тому поблизу Мейклеура, Перт і Кінрос, Шотландія
23. ↑  Енциклопедія українознавства. Словникова частина (ЕУ-II). — Париж, Нью-Йорк, 1976. — Т. 8. — С. 3119-3129 (див.: "Таволга")
24. ↑  Синюк Сергій Ярославович. Дванадцять лекцій про фундук. — Видавництво: Навчальна книга — Богдан, 2022 ISBN 978-966-10-4885-9
25. ↑  Аманн Крістін. Балкони й тераси. Сучасні рішення, — X.: Видавництво «Ранок», 2012. — 160 с.: іл. ISBN 978-617-540-721-9
26. ↑  Костенко Л.В. Маруся Чурай: [іст. роман у віршах] / Ліна Василівна Костенко. — К.: Дніпро, 1982. — 135 с. (Серія „Романи й повісті”, № 2) (стор.: 32)
27. ↑  Оруел Ґ. Колгосп тварин: казка. 1947. Перекл. з англ. І. Чернятинського; Обкл.: М. Григоріїв. Мюнхен: Вид-во «Прометей»